# Mông Cổ
Mông Cổ là một quốc gia nội lục nằm tại nút giao giữa ba khu vực Trung, Bắc và Đông của châu Á. Lãnh thổ Mông Cổ gần tương ứng với vùng Ngoại Mông trong lịch sử và thuật ngữ này đôi khi vẫn được sử dụng để chỉ quốc gia hiện tại. Mông Cổ có đường biên giới với Trung Quốc về phía nam và với Nga về phía bắc.
Mông Cổ có diện tích 1.564.116 kilômét vuông (603.909 dặm vuông Anh), là quốc gia có chủ quyền đầy đủ lớn thứ 18 và thưa dân nhất trên thế giới, dân số khoảng gần 3,3 triệu người (2020). Đây cũng là quốc gia nội lục lớn thứ nhì thế giới, sau Kazakhstan. Mông Cổ có rất ít diện tích đất có thể canh tác nông nghiệp vì hầu hết lãnh thổ là thảo nguyên bao phủ, các dãy núi cao tập trung về phía bắc và phía tây cùng sa mạc Gobi bao trọn phần phía nam. Ulaanbaatar là thủ đô và thành phố lớn nhất của Mông Cổ và nơi cư trú của khoảng 45% dân số đất nước.
Khoảng 30% dân số Mông Cổ ngày nay là dân du mục hoặc bán du mục, văn hóa, lối sống du mục cùng loài ngựa vẫn được bảo tồn nguyên vẹn. Đa số cư dân là tín đồ Phật giáo, tiếp đến là nhóm người không theo bất kỳ tôn giáo nào (vô thần), còn Hồi giáo chiếm ưu thế trong cộng đồng người Kazakh thiểu số. Đa số công dân nơi đây là người Mông Cổ, phần còn lại là nhóm nhỏ những người gốc Hoa, các dân tộc thiểu số như người Kazakh, người Tuva chủ yếu sống tại miền tây đất nước.
Khu vực Mông Cổ trong suốt chiều dài lịch sử từng nằm dưới quyền cai trị của nhiều đế quốc du mục như Hung Nô, Tiên Ti, Nhu Nhiên,... Năm 1206, Thành Cát Tư Hãn thành lập nên Đế quốc Mông Cổ và sau đó dần phát triển thành một trong những đế quốc lục địa liền kề rộng lớn nhất trong lịch sử thế giới, trải dài từ châu Á sang châu Âu. Cháu nội của ông là Hốt Tất Liệt sáng lập ra nhà Nguyên và tiếp tục chinh phục xuống miền Nam Trung Quốc. Sau khi nhà Nguyên sụp đổ, người Mông Cổ triệt thoái về thảo nguyên Mông Cổ và lại tiếp tục xung đột phe phái như trước, ngoại trừ trong thời kỳ của Đạt Diên Hãn và Trát Tát Khắc Đồ Hãn.
Đến đầu thế kỷ XVI, Phật giáo Tây Tạng bắt đầu được truyền bá đến Mông Cổ. Nhà Thanh do người Mãn lập ra sáp nhập Mông Cổ trong thế kỷ XVII. Đến đầu thập niên 1900, khoảng một phần ba nam giới trưởng thành tại Mông Cổ là tăng nhân. Sau khi nhà Thanh sụp đổ vào năm 1912, khu vực Ngoại Mông Cổ tuyên bố độc lập từ Đại Thanh và đến năm 1921 thì thiết lập nền độc lập thực tế từ Trung Hoa Dân Quốc. Ngay sau đó, quốc gia này nằm dưới quyền kiểm soát của Liên Xô (thế lực đã giúp đỡ họ giành độc lập khỏi tay Trung Quốc). Năm 1924, Cộng hòa Nhân dân Mông Cổ được tuyên bố thành lập, trở thành một quốc gia vệ tinh của Liên bang Xô viết. Đầu năm 1991, trước những biến động tại Liên Xô và Đông Âu, Mông Cổ tiến hành cách mạng dân chủ hòa bình vào đầu năm 1990 dẫn tới kết quả là một hệ thống chính trị dân cử đa đảng cùng bản Hiến pháp mới được ban hành vào năm 1992, theo đó, nước này chính thức chuyển đổi sang mô hình kinh tế thị trường. Mông Cổ gia nhập Tổ chức Thương mại Thế giới (WTO) vào năm 1997 cùng nhiều tổ chức quốc tế khác trong những năm sau đó.

## Lịch sử

### Tiền sử và cổ đại
Người đứng thẳng cư trú tại Mông Cổ từ 850.000 năm trước. Người hiện đại tiến đến Mông Cổ khoảng 40.000 năm trước trong thời đại đồ đá cũ. Hang Khoit Tsenkher tại tỉnh Khovd có các hình vẽ đất son màu hồng, nâu và đỏ sống động (niên đại từ 20.000 năm trước) về voi ma mút, linh miêu, lạc đà hai bướu, và đà điểu.

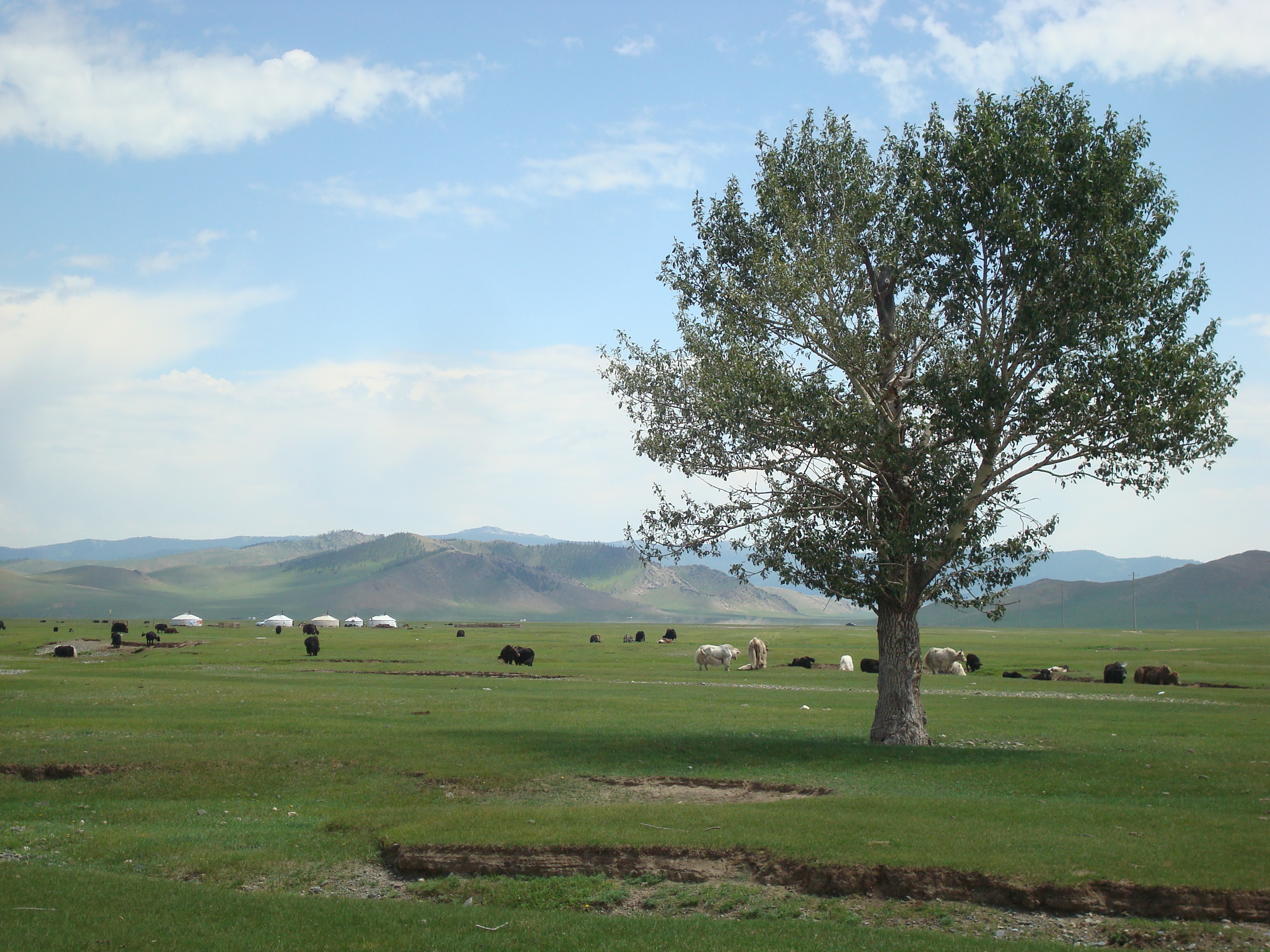
Đồng cỏ tại tỉnh Arkhangai. Mông Cổ là khu trung tâm của nhiều đế quốc du mục.

Các khu định cư nông nghiệp thời đại đồ đá mới (khoảng 5500–3500 TCN) tại các địa phương như Norovlin, Tamsagbulag, Bayanzag, và Rashaan Khad. Sinh hoạt du mục cưỡi ngựa xuất hiện là một sự kiện then chốt trong lịch sử Mông Cổ và trở thành văn hóa chi phối. Sinh hoạt du mục cưỡi ngựa được chứng minh qua các bằng chứng khảo cổ học tại Mông Cổ trong văn hóa Afanasevo (3500–2500 TCN) thời đại đồ đồng đá và thời đại đồ đồng. Phát hiện xe có bánh tại các mộ táng thuộc văn hóa Afanasevo có niên đại trước năm 2200 TCN. Sinh hoạt du mục và gia công kim thuộc trở nên phát triển hơn vào sau đó trong văn hóa Okunev (thiên niên kỷ 2 TCN), văn hóa Andronovo (2300–1000 TCN) và văn hóa Karasuk (1500–300 TCN), lên đến cực điểm vào Đế quốc Hung Nô thuộc thời đại đồ sắt. Các di tích thời đại đồ đồng tiền Hung Nô gồm đá hươu, kurgan, mộ tấm vuông, và bức họa trên đá.
Mặc dù trồng trọt tiếp tục kể từ thời đại đồ đá mới, song nông nghiệp luôn duy trì quy mô nhỏ so với du mục chăn thả. Nông nghiệp có thể được đưa đến từ phía tây hoặc phát sinh độc lập trong khu vực. Người Tochari (Nguyệt Chi) và người Scythia cư trú tại miền tây Mông Cổ trong thời đại đồ đồng. Xác một chiến binh Scythia phát hiện tại dãy núi Altai của Mông Cổ được cho là có niên đại khoảng 2.500 năm, là một nam giới từ 30-40 tuổi có tóc vàng hoe. Khi sinh hoạt du mục cưỡi ngựa được đưa đến Mông Cổ, trung tâm chính trị của Thảo nguyên Âu-Á cũng chuyển đến Mông Cổ. Các cuộc xâm phạm của các dân tộc chăn nuôi gia súc ở phương bắc vào Trung Quốc trong thời nhà Thương và nhà Chu báo trước thời đại các đế quốc du mục.
Khái niệm về Mông Cổ là một thế lực độc lập ở phía bắc của Trung Quốc thể hiện trong một lá thư do Hán Văn Đế gửi Lão Thượng thiền vu vào năm 162 TCN (ghi trong Hán thư).
Kể từ thời tiền sử, Mông Cổ là nơi cư trú của các dân tộc du mục, theo thời gian họ hình thành các bang liên lớn giúp gia tăng sức mạnh và ưu thế. Các thể chế thường thấy là chức vụ hãn, Kurultai (hội đồng tối cao), tả dực và hữu dực, quân đội đế quốc (Keshig) và hệ thống quân sự theo hệ thập phân. Đế quốc đầu tiên là Hung Nô, do Mặc Đốn tập hợp để hình thành một bang liên vào năm 209 TCN. Họ nhanh chóng nổi lên thành mối đe dọa lớn nhất cho nhà Tần, buộc Trung Hoa phải xây Trường thành. Tướng quân Mông Điềm của Tần phải đem 30 vạn quân canh giữ biên giới phía bắc, nhằm phòng thủ trước các cuộc tấn công hủy diệt của Hung Nô. Đế quốc Hung Nô rộng lớn tồn tại cho đến năm 93, bị thay thế bằng Đế quốc Tiên Ti (93–234), toàn bộ Mông Cổ ngày nay nằm trong lãnh thổ quốc gia này.
Hãn quốc Nhu Nhiên (330–555) gốc người Tiên Ti là thể chế đầu tiên sử dụng "khả hãn" làm đế hiệu. Nhu Nhiên cai trị một lãnh thổ lớn trước khi bị Đột Quyết (555–745) đánh bại, lãnh thổ của Đột Quyết còn lớn hơn quốc gia trước. Người Đột Quyết từng bao vây Panticapaeum nay thuộc Krym tại châu Âu vào năm 576. Kế tiếp họ là Hãn quốc Hồi Cốt (745–840) của người Uyghur, quốc gia này bị người Kyrgyz đánh bại. Người Khiết Đan là hậu duệ của người Tiên Ti, họ cai trị Mông Cổ thời nhà Liêu (907–1125), sau đó bang liên Mông Ngột Quốc (1125–1206) nổi lên.

### Trung Cổ đến đầu thế kỷ XX

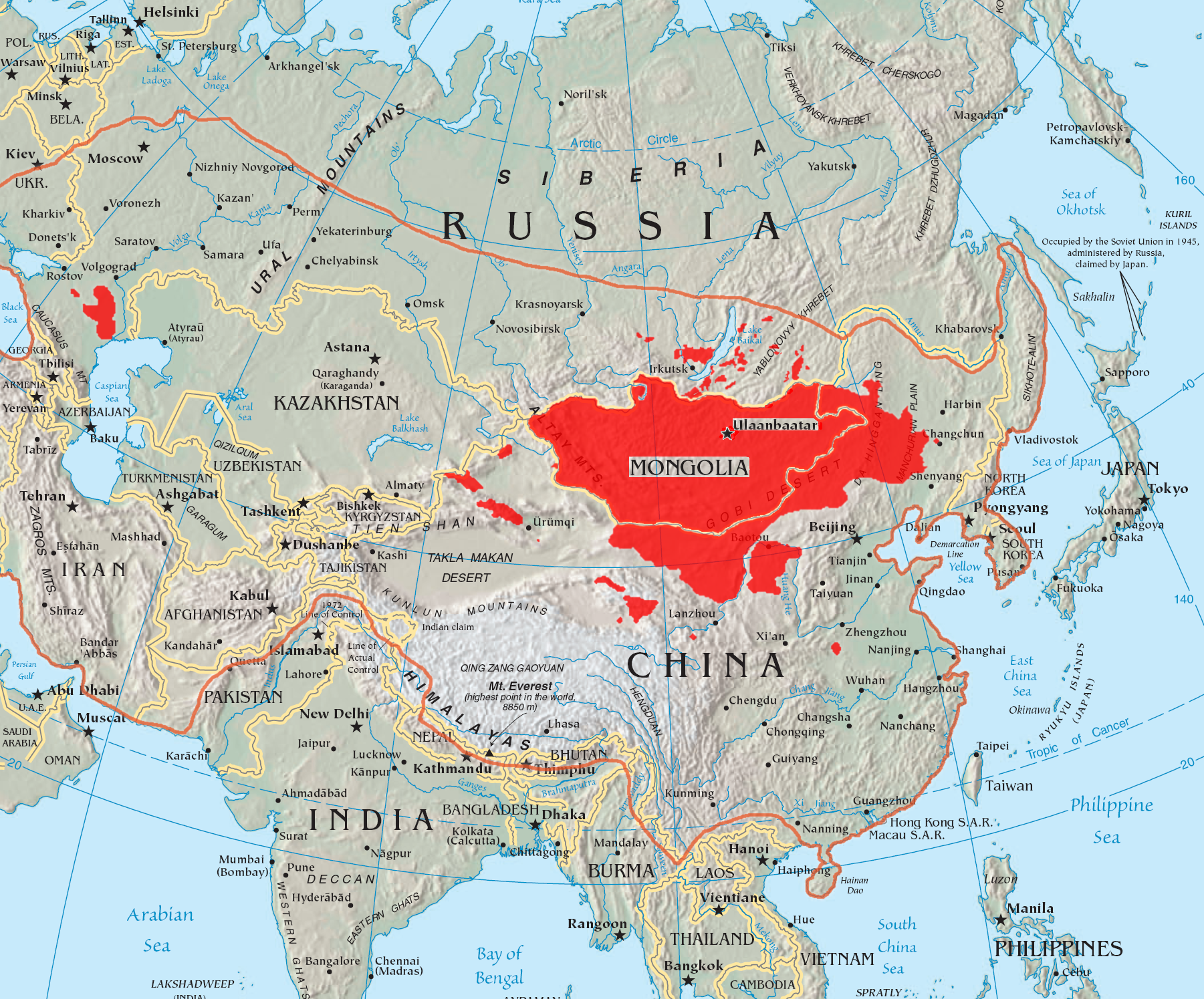
Bản đồ thể hiện biên giới của Đế quốc Mông Cổ trong thế kỷ XIII so với các khu vực người Mông Cổ hiện nay (đỏ).

Trong cảnh hỗn loạn vào cuối thế kỷ XII, một tù trưởng tên là Thiết Mộc Chân cuối cùng thống nhất thành công các bộ lạc Mông Cổ nằm giữa Mãn Châu và dãy núi Altai. Năm 1206, ông lấy hiệu là Thành Cát Tư Hãn, và tiến hành một loạt chiến dịch quân sự vốn nổi tiếng tàn bạo tại một phần lớn của châu Á, lập nên Đế quốc Mông Cổ, là đế quốc lục địa liền kề lớn nhất trong lịch sử thế giới. Dưới sự cai trị của những người thừa kế của ông, đế quốc kéo dài từ Ukraina hiện nay đến bán đảo Triều Tiên, và từ Siberia đến vịnh Oman, chiếm diện tích khoảng 33.000.000 kilômét vuông (13.000.000 dặm vuông Anh), (22% tổng diện tích đất liền của Trái đất), dân số đạt trên 100 triệu người (khoảng một phần tư tổng dân số thế giới vào đương thời). Sự xuất hiện của Thái bình Mông Cổ cũng tạo thuận lợi đáng kể cho mậu dịch và thương nghiệp trên khắp châu Á vào thời đỉnh cao của nó.
Sau khi Thành Cát Tư Hãn từ trần, đế quốc bị phân hành bốn hãn quốc. Chúng cuối cùng trở nên bán độc lập sau nội chiến của dòng Đà Lôi (1260–1264), vốn bùng phát do tranh chấp quyền lực sau khi Mông Kha từ trần vào năm 1259. Một trong các hãn quốc này gọi là "Đại hãn quốc", bao gồm đất tổ của người Mông Cổ và Trung Quốc, đến thời Hốt Tất Liệt thì được gọi là nhà Nguyên. Hốt Tất Liệt định đô tại Bắc Kinh ngày nay. Sau hơn một thế kỷ cầm quyền, nhà Nguyên bị nhà Minh thay thế vào năm 1368, triều đình của người Mông Cổ đào thoát về phía bắc. Khi quân Minh truy kích người Mông Cổ về đất tổ, họ cướp phá và hủy diệt kinh thành Hòa Lâm của người Mông Cổ. Một số cuộc tấn công trong số đó bị quân Mông Cổ dưới quyền Nguyên Chiêu Tông và bộ tướng là Khoách Khuếch Thiếp Mộc Nhi đẩy lui.
Sau khi các quân chủ nhà Nguyên bị trục xuất khỏi Trung Quốc, người Mông Cổ tiếp tục cai trị quê hương Mông Cổ, gọi là Bắc Nguyên. Trong các thế kỷ sau, diễn ra tranh chấp quyền lực bạo lực giữa các phái khác nhau, đáng chú ý là giữa dòng hậu duệ Thành Cát Tư Hãn và người Ngõa Lạt không phải hậu duệ của ông (người Mông Cổ Tây), ngoài ra còn có một số cuộc xâm chiếm của Trung Quốc như Minh Thành Tổ từng tiến hành năm cuộc chinh phạt người Mông Cổ. Đến đầu thế kỷ XV, người Ngõa Lạt dưới quyền Dã Tiên thái sư giành được ưu thế, và tấn công Trung Quốc vào năm 1449. Quân của Dã Tiên từng bắt được Minh Anh Tông trong sự biến Thổ Mộc bảo. Đến khi Dã Tiên bị ám sát vào năm 1454, dòng hậu duệ của Thành Cát Tư Hãn giành lại quyền lực.

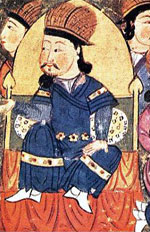
A Nhĩ Thản Hãn (1507–1582) lập ra thành phố Hohhot, giúp đưa Phật giáo đến Mông Cổ.

Đầu thế kỷ XVI, Đạt Diên Hãn và phu nhân là Mãn Đô Hải tái thống nhất toàn thể dân tộc Mông Cổ dưới quyền dòng hậu duệ Thành Cát Tư Hãn. Đến giữa thế kỷ XVI, A Nhĩ Thản Hãn của bộ lạc Thổ Mặc Đặc, một cháu nội của Đạt Diên Hãn – song không phải người thừa kế hoặc là hãn hợp pháp – lên nắm quyền. Ông thành lập thành phố Hohhot nay thuộc Nội Mông vào năm 1557. sau khi A Nhĩ Thản Hãn gặp Đạt Lai Lạt Ma vào năm 1578, ông ra lệnh truyền Phật giáo Tây Tạng đến Mông Cổ. A Ba Đại Hãn của nhóm Khách Nhĩ Khách cải sang Phật giáo và lập Tu viện Erdene Zuu vào năm 1585. Cháu nội của ông là Zanabazar trở thành Jebtsundamba Khutughtu đầu tiên vào năm 1640. Sau các lãnh đạo, đến lượt toàn bộ cư dân Mông Cổ đi theo Phật giáo. Mỗi gia đình để kinh và tượng Phật trên một bàn thờ tại phía bắc lều của họ. Các quý tộc Mông Cổ hiến đất, tiền và mục dân cho các tu viện. Ngoài quyền lực tôn giáo, các thể chế tôn giáo đứng đầu và các tu viện nắm giữ quyền lực thế tục đáng kể.
Hãn độc lập cuối cùng của người Mông Cổ là Lâm Đan Hãn vào đầu thế kỷ XVII. Ông tham gia các cuộc xung đột với người Mãn nhằm tranh nhau cướp bóc các thành thị của Trung Quốc. Đến năm 1636, hầu hết các bộ lạc Nội Mông đã quy phục người Mãn, là dân tộc lập ra nhà Thanh. Người Khách Nhĩ Khách cuối cùng quy phục nhà Thanh vào năm 1691, đến lúc này toàn bộ Mông Cổ ngày nay thuộc quyền cai trị của nhà Thanh. Sau một số cuộc chiến tranh, người Chuẩn Cát Nhĩ (người Mông Cổ Tây hay Oirat) cuối cùng hầu như bị tiêu diệt hoàn toàn khi quân Thanh chinh phạt Dzungaria nay thuộc Tân Cương vào năm 1757–58. Một số học giả ước tính khoảng 80% hoặc 60 vạn hoặc hơn người Chuẩn Cát Nhĩ bị thiệt mạng do dịch bệnh và chiến tranh.
Ngoại Mông Cổ được tự trị tương đối, gồm bốn bộ nằm dưới quyền quản trị của các hãn thế tập là Thổ Tạ Đồ Hãn (Tusheet Khan), Xa Thần Hãn (Setsen Khan), Trát Tát Khắc Đồ Hãn (Zasagt Khan) và Tái Âm Nặc Nhan Hãn (Sain Noyon Khan). Jebtsundamba Khutuktu của Mông Cổ là người có quyền thế lớn trên thực tế. Nhà Thanh cấm chỉ người Hán nhập cư hàng loạt đến khu vực, để cho người Mông Cổ duy trì văn hóa của mình.
Tuyến đường mậu dịch chủ yếu trong thời kỳ này là Con đường Trà qua Siberia; con đường có các trạm cố định nằm cách nhau 25 đến 30 kilômét (16 đến 19 mi), mỗi trạm có 5-30 gia đình làm nhiệm vụ. Urga (nay là Ulaanbaatar) hưởng lợi lớn từ tuyến mậu dịch đường bộ này, do nó là điểm dân cư chính duy nhất tại Ngoại Mông được các thương nhân, quan chức và lữ khách dùng làm điểm dừng chân trên con đường Trà.
Cho đến năm 1911, nhà Thanh duy trì quyền cai trị Ngoại Mông thông qua một loạt liên minh và thông hôn, cũng như các phương thức quân sự và kinh tế. Các trú tráp đại thần (amban) được đặt tại Khố Luân, Ô Lý Nhã Tô Đài, và Khoa Bố Đa, và Ngoại Mông được chia thành các bộ theo thể thức phong kiến và tăng lữ. Trong suốt thế kỷ XIX, giới vương công tăng cường quyền đại diện song lại ít chịu trách nhiệm hơn đối với thần dân của mình. Thái độ của giới quý tộc Mông Cổ, cùng với hành động cho vay nặng lãi của các thương nhân Trung Quốc, cùng thu thuế bằng vàng thay vì động vật, khiến cho tình trạng dân du mục nghèo khổ lan rộng. Đến năm 1911, có trên 700 tu viện lớn nhỏ tại Ngoại Mông; 115.000 tăng nhân tại đó chiếm đến 21% dân số. Ngoài Jebtsundamba Khutuktu, còn có 13 lạt ma cao quý hiện thân khác tại Ngoại Mông.

### Lịch sử hiện đại

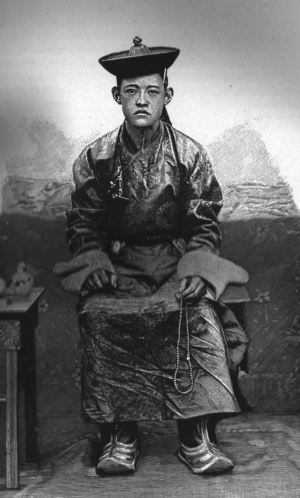
Jebtsundamba Khutuktu đời thứ tám

Nhà Thanh sụp đổ vào năm 1912, Mông Cổ dưới quyền Bogd Khaan tuyên bố độc lập. Tuy nhiên, Trung Hoa Dân Quốc mới thành lập xem Mông Cổ là bộ phận lãnh thổ của mình. Tổng thống Trung Hoa Dân Quốc Viên Thế Khải cho rằng nước cộng hòa mới là thể chế kế thừa nhà Thanh. Bogd Khaan thì nói rằng cả Mông Cổ và Trung Quốc đều do người Mãn cai quản vào thời nhà Thanh, và sau khi nhà Thanh sụp đổ vào năm 1911, giao ước Mông Cổ quy phục người Mãn trở nên vô hiệu.
Khu vực nằm dưới quyền kiểm soát của Bogd Khaan gần tương ứng với Ngoại Mông thời Thanh. Năm 1919, sau Cách mạng Tháng Mười Nga, quân Trung Quốc dưới quyền Từ Thụ Tranh chiếm đóng Mông Cổ. Chiến tranh bùng phát tại miền giới phía bắc. Do hậu quả của Nội chiến Nga, tướng lĩnh Bạch vệ Nga Baron Ungern dẫn binh sĩ vào Mông Cổ trong tháng 10 năm 1920, đánh bại quân Trung Quốc đồn trú tại Khố Luân (Ulaanbaatar) vào đầu tháng 2 năm 1921 với giúp đỡ từ người Mông Cổ.
Nhằm loại bỏ mối đe dọa từ Ungern, nước Nga Bolshevik quyết định ủng hộ thành lập một chính phủ và quân đội Mông Cổ xã hội chủ nghĩa. Quân đội Mông Cổ này chiếm phần thuộc Mông Cổ giáp thị trấn Kyakhta của Nga từ tay quân Trung Quốc vào ngày 18 tháng 3 năm 1921, và đến ngày 6 tháng 7 quân Nga và Mông Cổ đến Khố Luân. Mông Cổ lại tuyên bố độc lập vào ngày 11 tháng 7 năm 1921. Kết quả là Mông Cổ trở thành quốc gia liên kết mật thiết với Liên Xô trong bảy thập niên sau đó. Liên Xô là nước đảm bảo sự độc lập của Mông Cổ bất chấp việc Trung Hoa Dân Quốc phản đối sự ly khai của Mông Cổ và luôn muốn thu hồi lại vùng này.
Năm 1924, sau khi Bogd Khaan từ trần vì ung thư thanh quản, hoặc theo một số nguồn là dưới tay các điệp viên Liên Xô, hệ thống chính trị của quốc gia thay đổi. Nước Cộng hòa Nhân dân Mông Cổ được thành lập. Năm 1928, Khorloogiin Choibalsan lên nắm quyền. Các nhà lãnh đạo ban đầu của nước Cộng hòa Nhân dân Mông Cổ (1921–1952) không phải là người cộng sản và nhiều trong số họ theo chủ nghĩa liên Mông Cổ. Trong thập niên 1960, Liên Xô công nhận Đảng Nhân dân Cách mạng Mông Cổ là những người cộng sản "đích thực", là thành phần nắm quyền sau khi nhà lãnh đạo theo chủ nghĩa liên Mông Cổ là Choibalsan từ trần.

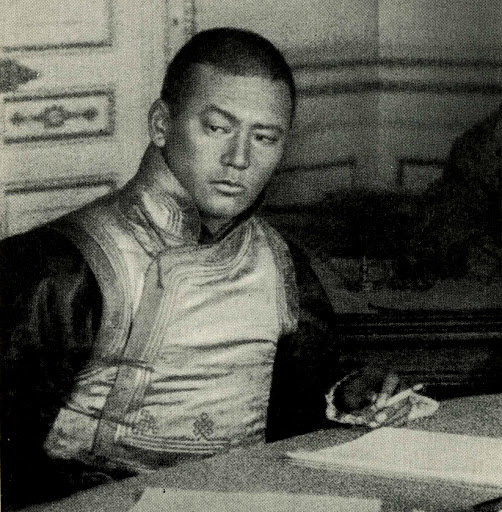
Damdin Sükhbaatar là một trong những người sáng lập Đảng Nhân dân Cách mạng Mông Cổ

Khorloogiin Choibalsan cho tiến hành tập thể hóa gia súc, giải phóng nông nô bằng cách phá hủy các tu viện Phật giáo Tây Tạng, vốn là những địa chủ sở hữu phần lớn đất đai và nông nô, kết quả là việc bắt giam nhiều tăng nhân và các nhà lãnh đạo khác. Trong thập niên 1920, một phần ba nam giới tại Mông Cổ là tăng nhân, và đến đầu thế kỷ XX có khoảng 750 tu viện hoạt động tại đây.
Năm 1930, Nga ngăn chặn người Buryat (một phân nhóm Mông Cổ) di cư sang Mông Cổ nhằm đề phòng tái thống nhất liên Mông Cổ. Toàn bộ các nhà lãnh đạo của Mông Cổ không thực hiện yêu cầu của Nga về việc chống các nhóm sắc tộc Mông Cổ có ý nổi loạn đều bị người Nga loại bỏ, trong số họ có cựu chủ tịch và thủ tướng Peljidiin Genden và cựu thủ tướng Anandyn Amar. Thanh lọc chính trị tại Mông Cổ bắt đầu vào năm 1937, trên 30.000 người bị xử bắn hoặc bắt giam. Năm 1952, Choibalsan ốm chết tại Liên Xô. Nhà lãnh đạo Quốc tế cộng sản Bohumír Šmeral nói rằng "Nhân dân Mông Cổ không quan trọng, lãnh thổ mới quan trọng. Đất Mông Cổ lớn hơn Anh, Pháp và Đức".
Sau khi Nhật Bản xâm chiếm Đông Bắc Trung Quốc vào năm 1931, Mông Cổ bị đe dọa tại phía đông. Trong Chiến tranh Biên giới Xô-Nhật năm 1939, Liên Xô phòng thủ thành công Mông Cổ trước chủ nghĩa bành trướng Nhật Bản. Mông Cổ chiến đấu chống Nhật Bản trong cuộc chiến này, cũng như trong Chiến tranh Xô-Nhật vào tháng 8 năm 1945 nhằm giải phóng Nội Mông khỏi Nhật Bản và Trung Quốc.

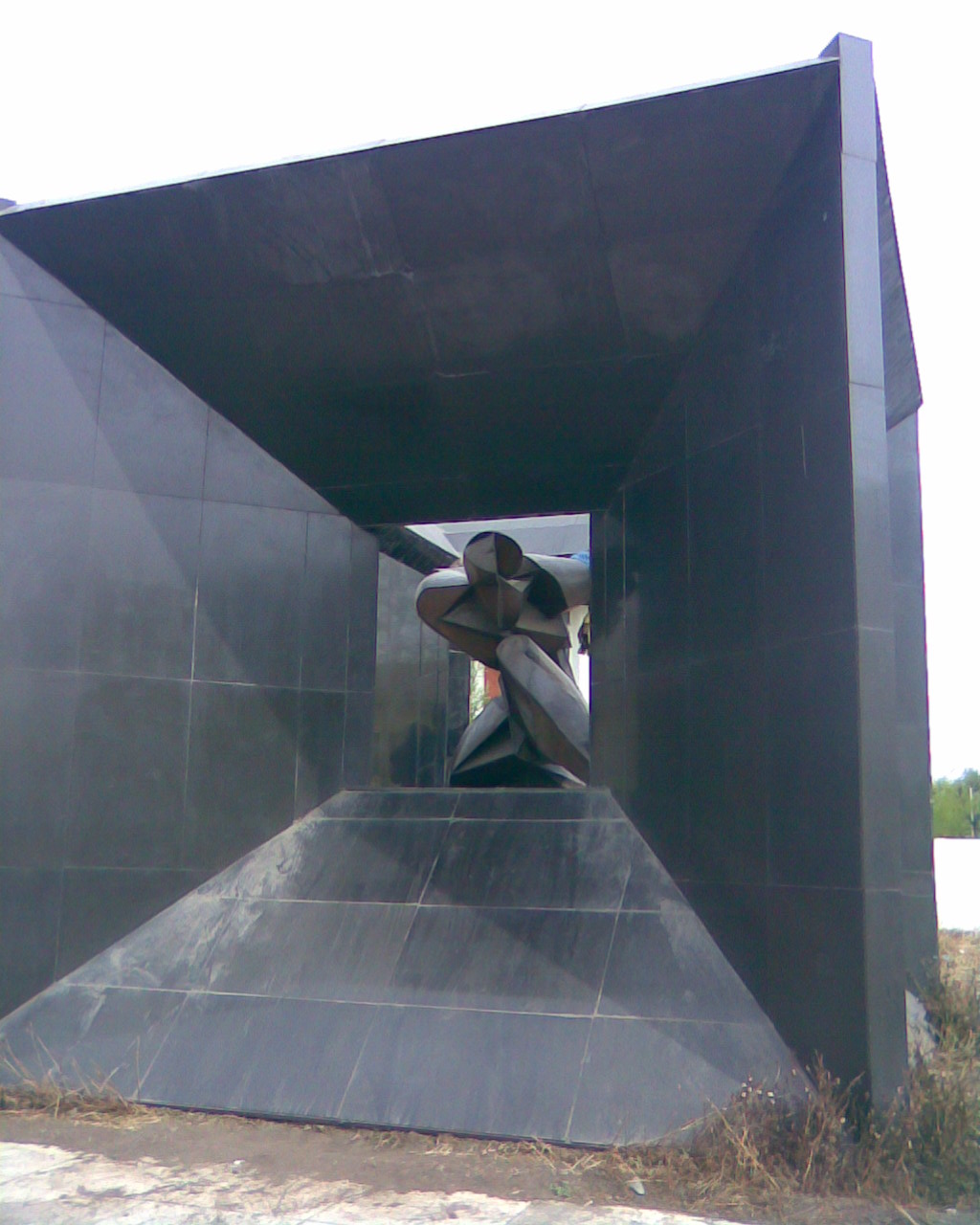
Tượng đài tưởng niệm các nạn nhân trong các đợt thanh trừng chính trị

Tháng 2 năm 1945, Hội nghị Yalta quy định về Liên Xô tham gia Chiến tranh Thái Bình Dương. Một trong số các điều kiện của Liên Xô tại hội nghị Yalta là sau chiến tranh Ngoại Mông duy trì độc lập. Một cuộc trưng cầu dân ý diễn ra vào ngày 20 tháng 10 năm 1945, theo số liệu chính thức 100% cử tri bỏ phiếu cho độc lập. Sau khi nước Cộng hòa Nhân dân Trung Hoa thành lập, họ và Mông Cổ xác nhận công nhận lẫn nhau vào ngày 6 tháng 10 năm 1949. Đến khi Chia rẽ Trung – Xô phát triển trong thập niên 1960, Mông Cổ liên kết vững chắc với Liên Xô. Năm 1960, Mông Cổ giành được ghế thành viên tại Liên Hợp Quốc sau khi nhiều nỗ lực trước đó thất bại do Hoa Kỳ và Trung Hoa Dân Quốc tại Đài Loan phủ quyết.
Những năm hậu chiến cũng diễn ra các bước tiến tăng tốc nhằm hướng đến hình thành một xã hội xã hội chủ nghĩa. Trong thập niên 1950, gia súc lại bị tập thể hóa. Cùng thời kỳ, các nông trại quốc doanh được thành lập, và với viện trợ từ Liên Xô và Trung Quốc, các dự án hạ tầng như đường sắt Xuyên Mông Cổ được hoàn thành. Trong thập niên 1960, thành phố Darkhan được xây dựng với viện trợ từ Liên Xô và các quốc gia khác trong COMECON, và đến thập niên 1970 tổ hợp Erdenet hình thành.
Ngày 26 tháng 1 năm 1952, Yumjaagiin Tsedenbal lên nắm quyền tại Mông Cổ. Chính sách ngoại giao của ông ghi dấu ấn với các nỗ lực nhằm đưa Mông Cổ hợp tác mật thiết hơn nữa với Liên Xô. Được Liên Xô hỗ trợ hoàn toàn, Tsedenbal thanh trừng thành công các địch thủ chính trị của mình. Người ta nói rằng trong thời gian làm nguyên thủ quốc gia, Tsedenbal đệ trình yêu cầu hợp nhất Mông Cổ vào Liên Xô từ năm đến tám lần, song các đề xuất này luôn bị các nhà lãnh đạo Liên Xô bác bỏ. Trong khi Tsedenbal đang đi thăm Moskva vào tháng 8 năm 1984, tình trạng sức khỏe rất xấu của ông khiến quốc hội tuyên bố ông nghỉ hưu và thay thế ông bằng Jambyn Batmönkh.
Sự sụp đổ của Liên Xô vào năm 1989 tác động mạnh đến chính trường và thanh niên Mông Cổ. Giới thanh niên thành thị Mông Cổ tiến hành cách mạng hòa bình vào năm 1990, dẫn đến hệ thống đa đảng và kinh tế thị trường. Một bản hiến pháp mới được ban hành vào năm 1992, cụm từ "Cộng hòa Nhân dân" bị loại bỏ khỏi quốc hiệu. Quá trình chuyển đổi sang kinh tế thị trường thường không vững chắc; vào đầu thập niên 1990 quốc gia phải đương đầu với lạm phát cao và thiếu hụt thực phẩm. Thắng lợi bầu cử đầu tiên của các đảng phi cộng sản đến vào trong cuộc bầu cử tổng thống năm 1993. Trung Quốc ủng hộ đơn đệ trình của Mông Cổ xin làm thành viên của Diễn đàn Hợp tác châu Á (ACD), Diễn đàn Hợp tác Kinh tế châu Á - Thái Bình Dương (APEC) và trao cho Mông Cổ vị thế quan sát viên tại Tổ chức Hợp tác Thượng Hải.
Trong bầu cử quốc hội năm 1996, Liên minh Dân chủ giành thắng lợi, dưới quyền đồng lãnh đạo của Tsakhiagiin Elbegdorj. Đảng Nhân dân Cách mạng Mông Cổ lần đầu để mất thế đa số. Ứng cử viên của Đảng Nhân dân Cách mạng là Natsagiin Bagabandi đắc cử làm tổng thống năm 1997, và tái đắc cử vào năm 2001. Trong các cuộc bầu cử quốc hội vào năm 2000, 2004, và 2008 Đảng Nhân dân Cách mạng Mông Cổ giành thắng lợi và lại trở thành đảng cầm quyền. Kết quả bầu cử năm 2004 buộc đảng này phải gia nhập một chính phủ liên minh, song họ rời bỏ liên minh vào tháng 1 năm 2006 và tự lập chính phủ. Đảng Nhân dân Cách mạng Mông Cổ thành lập một chính phủ liên minh với Đảng Dân chủ vào năm 2008, song chiến thắng đa số của Đảng Nhân dân Cách mạng phải đối diện với các cáo buộc gian lận phiếu và các cuộc biểu tình sau đó.
Trong bầu cử tổng thống năm 2009, ứng cử viên của Đảng Dân chủ là Tsakhiagiin Elbegdorj chiến thắng trước tổng thống đương nhiệm Nambaryn Enkhbayar của Đảng Nhân dân Cách mạng. Đảng Dân chủ giành chiến thắng trong bầu cử quốc hội vào năm 2012. Năm 2012, Đảng Nhân dân Mông Cổ (bỏ từ "cách mạng" năm 2010) chịu thất bại lần đầu tiên lịch sử tại kỳ bầu cử địa phương. Trong kỳ bầu cử tổng thống năm 2013, ứng cử viên của Đảng Dân chủ là Tsakhiagiin Elbegdorj tái đắc cử. Đảng Nhân dân Mông Cổ giành thắng lợi lớn trong bầu cử quốc hội năm 2016.

## Địa lý và khí hậu

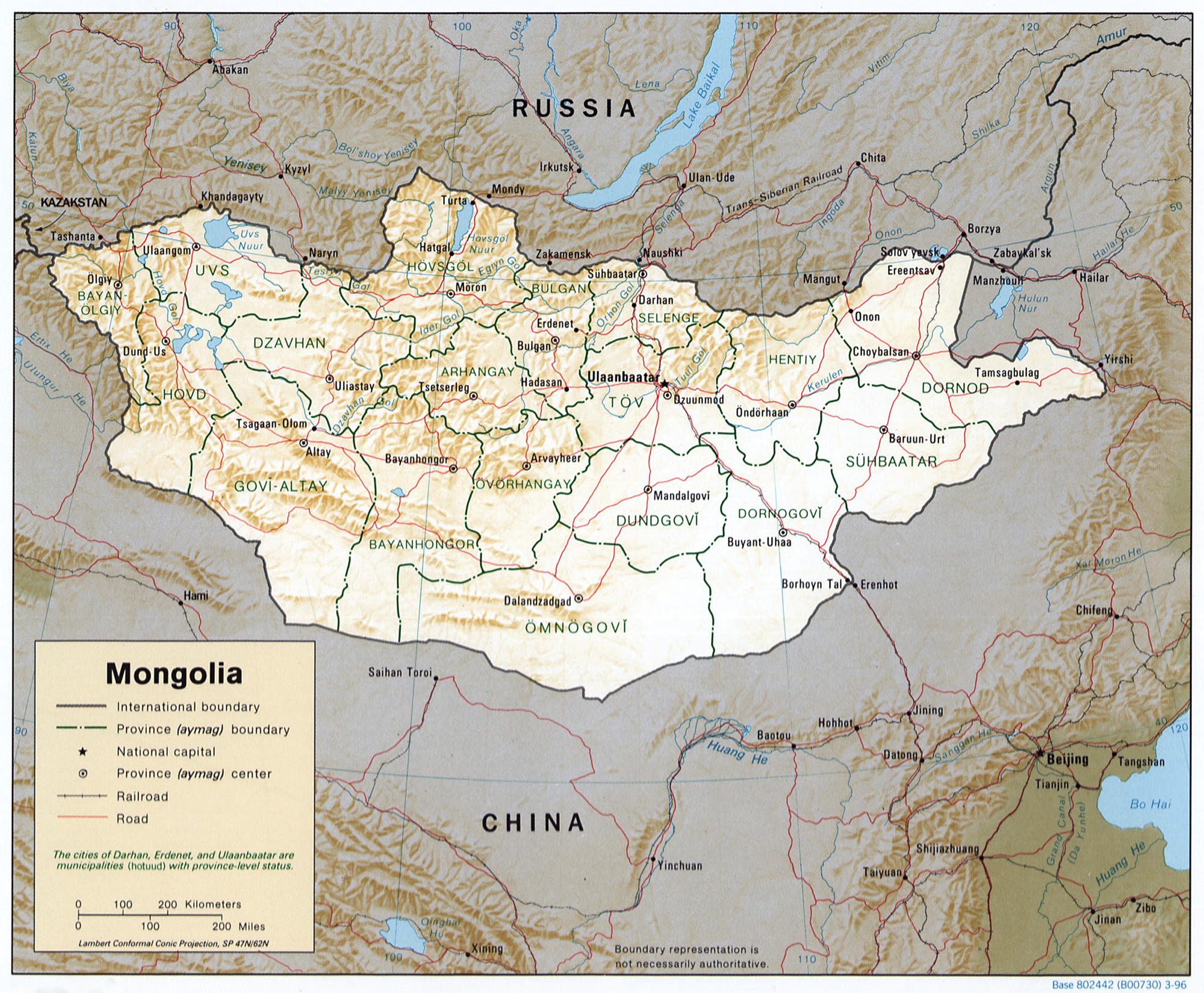
Phần phía nam Mông Cổ liên kết với Sa mạc Gobi, trong khi các phần phía bắc và phía tây là núi non

Với diện tích 1.564.116 km² (603,909 mi²), Mông Cổ là nước rộng thứ 19 trên thế giới, sau Iran. Nước này lớn hơn rất nhiều so với nước đứng kế tiếp là Peru.

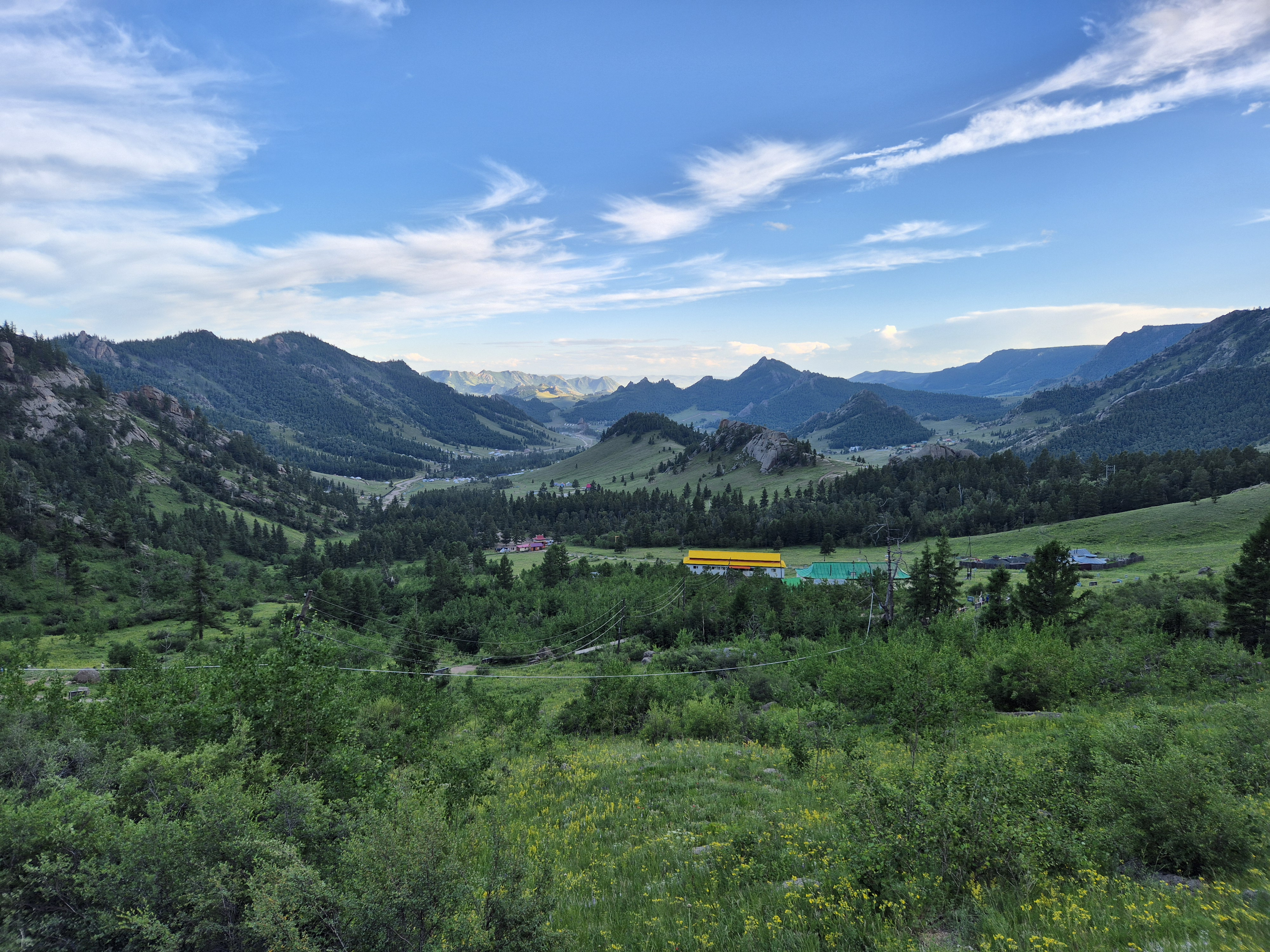
Dãy núi Khentii là nơi sinh ra và nơi an nghỉ cuối cùng của Thành Cát Tư Hãn

Địa lý Mông Cổ đa dạng với Sa mạc Gobi ở phía nam và các vùng núi lạnh ở phía bắc và phía tây. Đa phần lãnh thổ Mông Cổ gồm các thảo nguyên. Đỉnh cao nhất tại Mông Cổ là Đỉnh Khüiten thuộc khối núi Tavan bogd ở cực tây với độ cao 4,374 m (14,350 ft). Châu thổ hồ Uvs Nuur, chung với nước Cộng hòa Tuva tại Nga, là một Địa điểm di sản tự nhiên thế giới.

### Khí hậu

Bản đồ phân loại khí hậu Köppen Mông Cổ

Hầu hết nước này đều nóng vào mùa hè và rất lạnh về mùa đông, với nhiệt độ trung bình tháng 1 hạ xuống chỉ còn -30 °C (-22 °F).
Nước này cũng thỉnh thoảng gặp phải những đợt thời tiết khắc nghiệt được gọi là zud. Ulan Bator có nhiệt độ trung bình thấp nhất so với bất kỳ thủ đô nào khác trên thế giới. Mông Cổ cao, lạnh và nhiều gió. Nước này có khí hậu lục địa cực đoan với mùa đông dài và lạnh, mùa hè ngắn, và đa phần lượng mưa trong năm cũng diễn ra vào mùa hè. Nước này trung bình có 257 ngày không mây mỗi năm, và thường ở trung tâm của một vùng có áp lực khí quyển cao. Lượng mưa cao nhất ở phía bắc (trung bình 20 tới 35 centimét một năm) và thấp nhất ở phía nam, với lượng mưa hàng năm 10 tới 20 centimét. Vùng cư cực nam là Sa mạc Gobi, một số vùng tại đó hầu như không có mưa trong nhiều năm.
Cái tên "Gobi" là một thuật ngữ tiếng Mông Cổ để chỉ một thảo nguyên sa mạc, thường nói tới một đặc tính của loại đất không có đủ thực vật cho những con marmot nhưng đủ cho lạc đà. Người Mông Cổ phân biệt Gobi khỏi sa mạc thực sự, dù sự khác biệt không phải luôn rõ ràng với những người bên ngoài không quen thuộc với cảnh vật Mông Cổ. Các vùng đất Gobi rất mong manh và dễ bị tàn phá bởi sự quá tải, dẫn tới sự mở rộng của sa mạc thực sự, một vùng đá vô dụng nơi thậm chí cả lạc đà hai bướu cũng không sống nổi.

### Hệ sinh thái

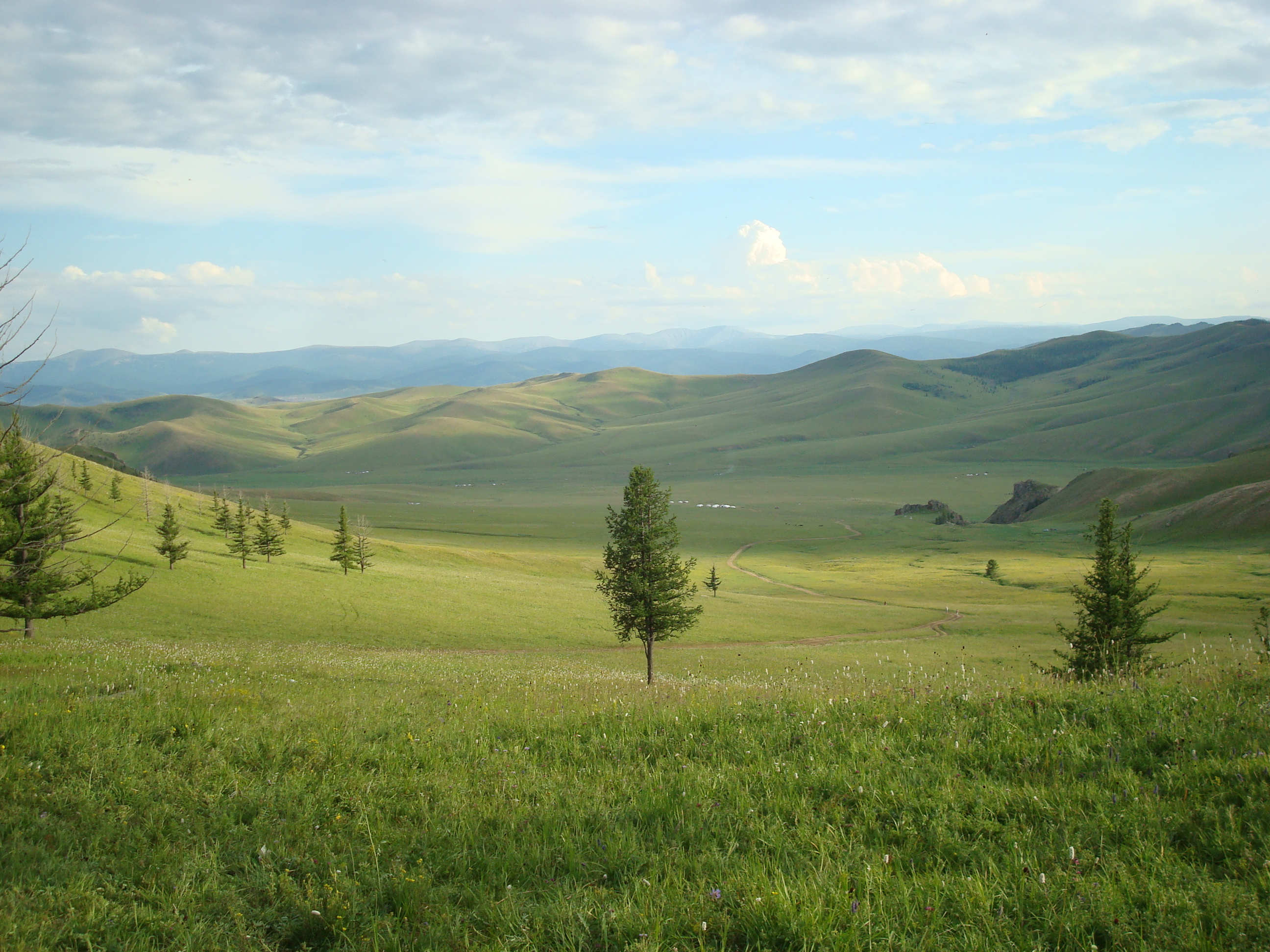
Một hệ sinh thái thảo nguyên ở Mông Cổ

Đặc trưng của hệ sinh thái Mông Cổ chính là đồng bằng lớn với những thảo nguyên rộng bao la và sự ưu thế của những động vật móng guốc ăn cỏ. Thảo nguyên Mông Cổ nổi bật với những đàn thú móng guốc sinh sống, trong đó đáng chú ý là những đàn linh dương quần tụ cùng nhau với số lượng rất lớn, các bầy thú móng guốc thường tụ hội cùng nhau trước khi di chuyển đến nơi có nguồn thức ăn phong phú. Gia súc ở Mông Cổ cũng chiếm số lượng rất lớn và đông đúc trên đồng cỏ.
Hệ sinh vật và động vật Mông Cổ có tổng số 138 loài động vật có vú, có 449 loài chim, 75 loài cá cũng như các loài động vật lưỡng cư và bò sát. Tổng cộng có 30 loài động vật có vú và phân loài đã được đưa vào phân loại hiếm và rất hiếm của Sách đỏ Mông Cổ, bao gồm cả các những con ngựa hoang Mông Cổ (còn gọi là Takhi) cũng như nhiều động vật có vú khác, đặc biệt là quần thể linh dương Mông Cổ khá đông đảo. Mặc dù Mông Cổ hiện có 30 loài động vật có vú đặc trưng, nhưng chỉ có năm loại phổ biến, đó là ngựa, dê, cừu, bò, lạc đà với tổng đàn 60 triệu con, trong đó ngựa Mông Cổ có khoảng trên 2,5 triệu con.

## Chính trị và hành chính

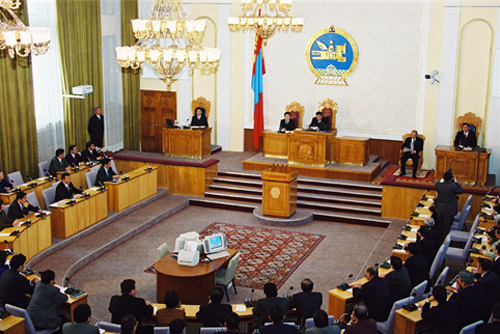
Một kỳ họp của Đại Khural Quốc gia

Mông Cổ hiện nay là một nước cộng hòa dân chủ đại nghị bán tổng thống, theo đó tổng thống được bầu cử trực tiếp. Nhân dân cũng chọn ra các đại biểu quốc hội, gọi là Đại Khural Quốc gia. Tổng thống bổ nhiệm thủ tướng, và bổ nhiệm nội các theo đề xuất của thủ tướng. Hiến pháp Mông Cổ đảm bảo một số quyền tự do, bao gồm quyền tự do ngôn luận và tôn giáo. Mông Cổ có một số chính đảng, lớn nhất là Đảng Nhân dân Mông Cổ và Đảng Dân chủ. Tổ chức phi chính phủ Freedom House nhìn nhận Mông Cổ là quốc gia tự do.
Đảng Nhân dân Mông Cổ có tên là Đảng Nhân dân Cách mạng từ năm 1921 đến năm 2010, họ thành lập chính phủ của Mông Cổ từ năm 1921 đến năm 1996, và từ năm 2000 đến năm 2004. Từ năm 2004 đến năm 2006, họ là bộ phận trong chính phủ liên minh với Đảng Dân chủ và các đảng khác, và sau năm 2006 họ là đảng chi phối hai liên minh khác. Đảng Dân chủ là thế lực chi phối trong chính phủ liên minh từ năm 1996 đến năm 2000, và là đối tác gần bình đẳng trong chính phủ liên minh từ năm 2004 đến năm 2006. Trong bầu cử quốc hội năm 2012, không đảng nào chiếm đa số trong quốc hội;, tuy nhiên do Đảng Dân chủ có nhiều ghế đại biểu nhất,, nên lãnh đạo của đảng là Norovyn Altankhuyag được bổ nhiệm làm thủ tướng. Năm 2014, thay thế ông là Chimediin Saikhanbileg. Đảng Nhân dân Mông Cổ giành thắng lợi lớn trong bầu cử quốc hội năm 2016 và thủ tướng hiện tại là Jargaltulgyn Erdenebat.
Tổng thống Mông Cổ chủ yếu có vai trò biểu tượng, nhưng có thể ngăn cản các quyết định của nghị viện, và nếu nghị viện muốn bác bỏ điều này phải có biểu quyết thuận với hơn hai phần ba số phiếu. Hiến pháp Mông Cổ đặt ra ba yêu cầu với một cá nhân muốn trở thành tổng thống, phải là một người sinh ra tại Mông Cổ, ít nhất 45 tuổi, và đã sống ở Mông Cổ trong năm năm trước khi nhậm chức. Tổng thống cũng bị yêu cầu phải chính thức rút lui khỏi đảng của mình. Tổng thống hiện tại là Tsakhiagiin Elbegdorj, người từng hai lần làm thủ tướng và là một thành viên của Đảng Dân chủ được bầu lên làm tổng thống năm 2009 và tái cử vào năm 2013.
Mông Cổ sử dụng một hệ thống nghị viện đơn viện theo đó tổng thống có một vai trò biểu tượng, và phe lập pháp chọn ra chính phủ để thực hiện quyền hành pháp. Nhánh lập pháp được gọi là "Đại Khural Quốc gia", là quốc hội đơn viện với 76 ghế. Các thành viên của viện được bầu ra theo tổng tuyển cử với nhiệm kỳ 4 năm. Đại Khural Quốc gia có vai trò lớn trong chính phủ Mông Cổ với tổng thống chủ yếu chỉ mang tính biểu tượng và thủ tướng được nghị viện thông qua.

### Thủ tướng và Nội các
Thủ tướng Mông Cổ do Đại Khural Quốc gia bầu ra. Thủ tướng hiện nay là Sükhbaataryn Batbold lên nhậm chức ngày 29 tháng 10 năm 2009. Phó thủ tướng là Norovyn Altankhuyag. Có các ghế bộ trưởng cho mỗi nhánh (tài chính, quốc phòng, lao động, nông nghiệp, vân vân) và những chức vụ đó tạo nên nội các của thủ tướng.
Nội các do thủ tướng chỉ định với sự tham vấn tổng thống và được Đại Khural Quốc gia thông qua.

### Quan hệ ngoại giao
Mông Cổ thiết lập quan hệ ngoại giao hữu nghị và duy trì các phái bộ ngoại giao với nhiều quốc gia trên toàn cầu, tiêu biểu như: Hàn Quốc, Hoa Kỳ, Ấn Độ, Liên bang Nga, Bắc Triều Tiên, Nhật Bản, Sri Lanka, Thổ Nhĩ Kỳ, và Cộng hoà Nhân dân Trung Hoa,... Chính phủ Mông Cổ khuyến khích đầu tư trực tiếp và xúc tiến nhiều hoạt động thương mại với nước ngoài.
Mông Cổ có đại sứ quán tại các thủ đô, thành phố như: Almaty, Ankara, Bangkok, Berlin, Bắc Kinh, Brussels, Budapest, Bình Nhưỡng, Cairo, Canberra, Warsaw, Washington, D.C., Viên, Viên Chăn, La Habana, Delhi, Luân Đôn, Moskva, Ottawa, Paris, Praha, Seoul, Sofia, Tokyo, Hà Nội, và Singapore, một lãnh sự tại Irkutsk và Ulan-Ude, duy trì phái bộ ngoại giao tại Liên Hợp Quốc ở New York (Mỹ) cũng như Liên minh châu Âu ở Geneva.

### Quân đội

Quân kỳ Quân đội Mông Cổ

Mông Cổ ủng hộ cuộc tấn công Iraq vào năm 2003 của quân đội Hoa Kỳ và các nước đồng minh, quốc gia này cũng nhiều lần gửi binh sĩ với số lượng từ 103 tới 180 quân nhân mỗi đợt tới Iraq trong khoảng thời gian đó. Hiện nay, có khoảng 130 binh sĩ đang được triển khai tại Afghanistan, khoảng 200 người đang thực hiện nhiệm vụ gìn giữ hòa bình ở Sierra Leone dưới sự ủy quyền của Liên Hợp Quốc để bảo vệ Tòa án đặc biệt của tổ chức này ở đó. Vào tháng 7 năm 2009, Mông Cổ gửi một tiểu đoàn tới Chad để hỗ trợ cho MINURCAT.
Từ năm 2005 tới năm 2006, khoảng 40 binh sĩ đã được triển khai với các Tiểu đoàn của Bỉ và Luxembourg tại Kosovo. Ngày 21 tháng 11 năm 2005, George W. Bush trở thành vị Tổng thống đầu tiên của Mỹ tới thăm chính thức Mông Cổ. Năm 2004, trong giai đoạn Bulgaria làm chủ tịch, Tổ chức An ninh và Hợp tác châu Âu (OSCE) đã mời Mông Cổ trở thành đối tác mới nhất của họ tại châu Á.

### Phân cấp hành chính
Mông Cổ được chia thành 21 aimag (tỉnh), và các tỉnh được chia tiếp thành 315 sum (huyện). Thủ đô Ulan Bator được quản lý hành chính riêng biệt như một khot (khu đô thị) với vị thế tỉnh. Các aimag gồm:
| - Arkhangai - Bayan-Ölgii - Bayankhongor - Bulgan - Darkhan-Uul - Dornod - Dornogovi - Dundgovi - Govi-Altai - Govisümber - Khentii |  | - Khovd - Khövsgöl - Ömnögovi - Orkhon - Övörkhangai - Selenge - Sükhbaatar - Töv - Uvs - Zavkhan |

## Kinh tế
Thủ đô Ulan Bator là cổng của hầu hết các quan hệ và thương mại trong nước và quốc tế. Kinh tế Mông Cổ tập trung vào nông nghiệp và khai thác mỏ. Mông Cổ có nhiều nguồn tài nguyên thiên nhiên, và đồng, than, môlípđen, kẽm, tungsten, và vàng chiếm một phần lớn sản phẩm công nghiệp.
Hiện có hơn 30,000 doanh nghiệp độc lập tại Mông Cổ, chủ yếu tập trung quanh thành phố thủ đô . Đa số dân cư bên ngoài các khu vực đô thị sinh sống bằng chăn thả tự cấp tự túc; các loại gia súc chủ yếu gồm cừu, dê, bò, ngựa, và lạc đà hai bướu. Các sản phẩm lương thực gồm bột mì, lúa mạch, khoai tây, các loại rau, cà chua, dưa hấu, sea-buckthorn cỏ cho gia súc. GDP trên đầu người năm 2015 là $3,946.
Dù GDP đã tăng ổn định từ năm 2002 ở tốc độ 7.5% theo một ước tính chính thức năm 2006, nước này vẫn đang phải cố gắng để giải quyết một khoản thâm hụt thương mại khá lớn. Một khoản nợ nước ngoài lớn ($11 tỷ) với Nga đã được chính phủ Mông Cổ giải quyết năm 2004 với một khoản chi trả $250 triệu. Dù có tăng trưởng, tỷ lệ dân số sống dưới mức nghèo khổ ước tính là 35.6% năm 1998, 36.1% năm 2002–2003, 32.2% năm 2006, và cả tỷ lệ thất nghiệp và lạm phát đều khá cao ở mức 3.2% và 6.0%, (năm 2006) Đối tác thương mại lớn nhất của Mông Cổ là Trung Quốc. Ở thời điểm năm 2006, 68.4% xuất khẩu của Mông Cổ là sang Trung Quốc và Trung Quốc cung cấp 29.8% nhập khẩu của Mông Cổ.
Thị trường Chứng khoán Mông Cổ, được thành lập năm 1991 tại Ulan Bator, là thị trường chứng khoán nhỏ nhất thế giới xét theo tư bản hóa thị trường.
Tính đến năm 2016, GDP của Mông Cổ đạt 11.164 USD, đứng thứ 129 thế giới và đứng thứ 38 châu Á.

### Lĩnh vực công nghiệp
Công nghiệp hiện chiếm 21.4% GDP, xấp xỉ tương đương với lĩnh vực nông nghiệp (20.4%). Các ngành công nghiệp gồm vật liệu xây dựng, khai mỏ (than, đồng, môlípđen, fluorspar, kẽm, tungsten, và vàng), dầu, thực phẩm và đồ uống, chế biến các sản phẩm từ gia súc, và casơmia và sản xuất sợi tự nhiên. Tỷ lệ tăng trưởng sản xuất công nghiệp ước tính ở mức 4.1% năm 2002. Khai mỏ tiếp tục phát triển như một ngành công nghiệp chính của Mông Cổ với bằng chứng ở số lượng công ty Trung Quốc, Nga và Canada có mặt và tiến hành kinh doanh tại Mông Cổ. Sản xuất thực phẩm trong nước, đặc biệt thực phẩm đóng gói đã tăng nhanh cùng tốc độ đầu tư từ các công ty nước ngoài.

### Khoa học và công nghệ
Một số công ty công nghệ từ các quốc gia láng giềng, như Hàn Quốc và Cộng hòa Nhân dân Trung Hoa đã bắt đầu mở văn phòng tại Mông Cổ. Những công ty này có ý định tập trung vào phát triển phần mềm hơn là sản xuất phần cứng. Một số công ty viễn thông và nhà cung cấp dịch vụ internet đã được thành lập dẫn tới sự cạnh tranh lớn trên thị trường internet và điện thoại, đặc biệt là điện thoại di động như Mobicom Corporation và Magicnet, đây là những nhà điều hành điện thoại di động và ISP lớn nhất ở Mông Cổ.

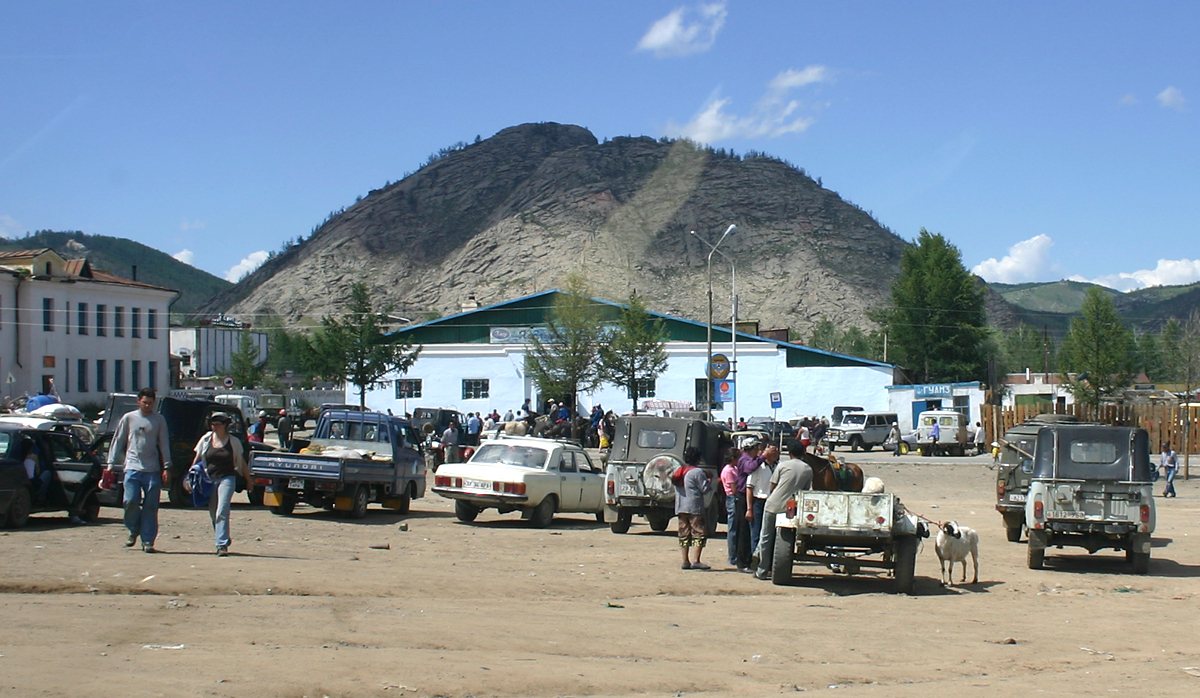
Một thị trường hàng không mở tại Tsetserleg. Các thị trường hàng không mở là nơi thường diễn ra giao dịch thương mại tại Mông Cổ

### Lĩnh vực dịch vụ
Sau những cú sốc chuyển tiếp đầu thập niên 1990, sản xuất nội địa Mông Cổ đã tăng trở lại. Theo CIA World Factbook, năm 2003, lĩnh vực dịch vụ chiếm 58% GDP, với 29% lực lượng lao động và 1.488 triệu người tham gia.
Đầu tư nước ngoài từ các quốc gia khác (gồm Trung Quốc, Nhật Bản, Hàn Quốc, Đức và Nga) đã giúp làm gia tăng số lượng đường sá. Quan trọng nhất là một con đường theo hướng nam bắc dài 1000 km dẫn từ biên giới Nga ở Sükhbaatar tới biên giới Trung Quốc tại Zamyn-Üüd. Có nhiều công ty vận tải tại Mông Cổ, gồm MIAT, Aero Mongolia, và Eznis Airways.
Các sản phẩm dầu mỏ chủ yếu (80%) được nhập khẩu từ Nga, khiến Mông Cổ dễ bị ảnh hưởng bởi các cú sốc từ phía nhà cung cấp. Đây là một ví dụ cụ thể về ảnh hưởng của các quốc gia láng giềng trên nền kinh tế của họ.

## Vận tải

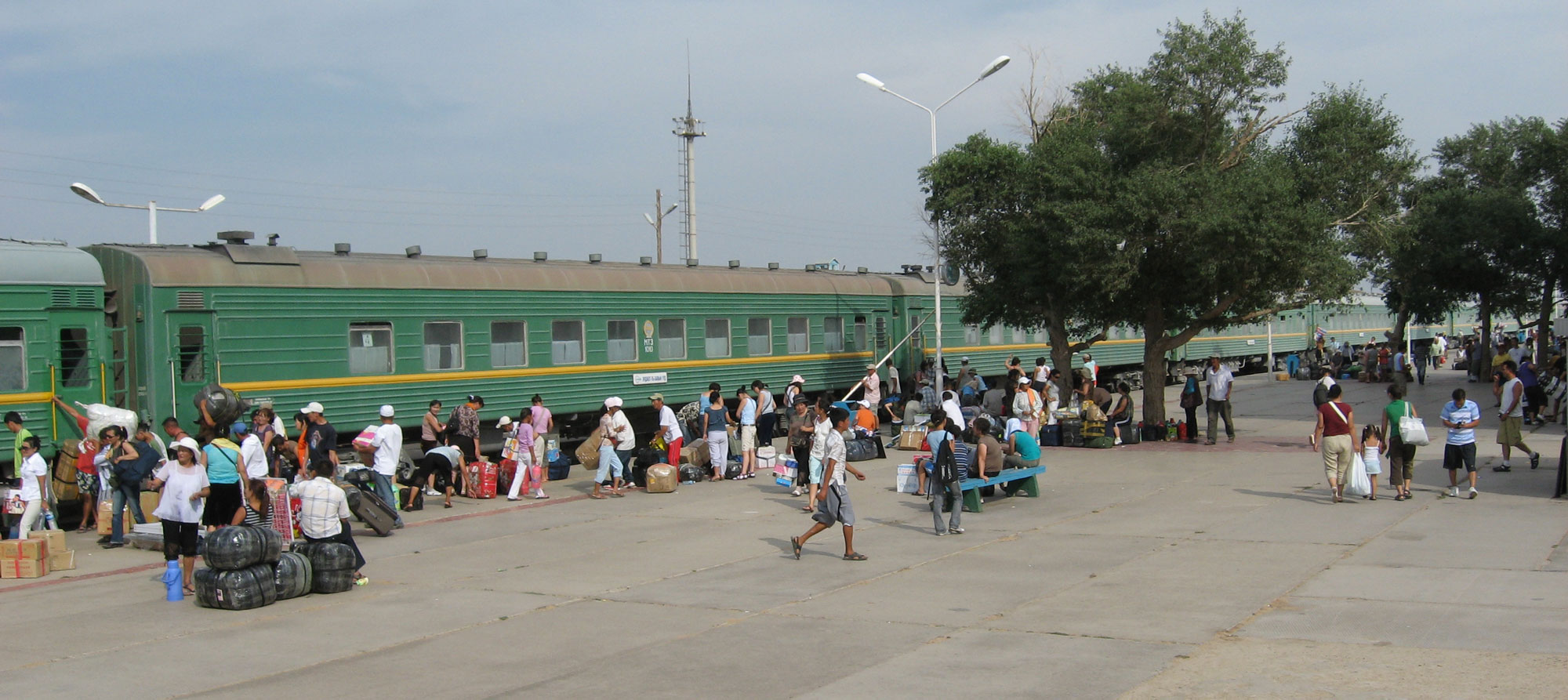
Đoàn tàu hỏa tại ga Zamyn-Üüd ở Dornogovi aimag

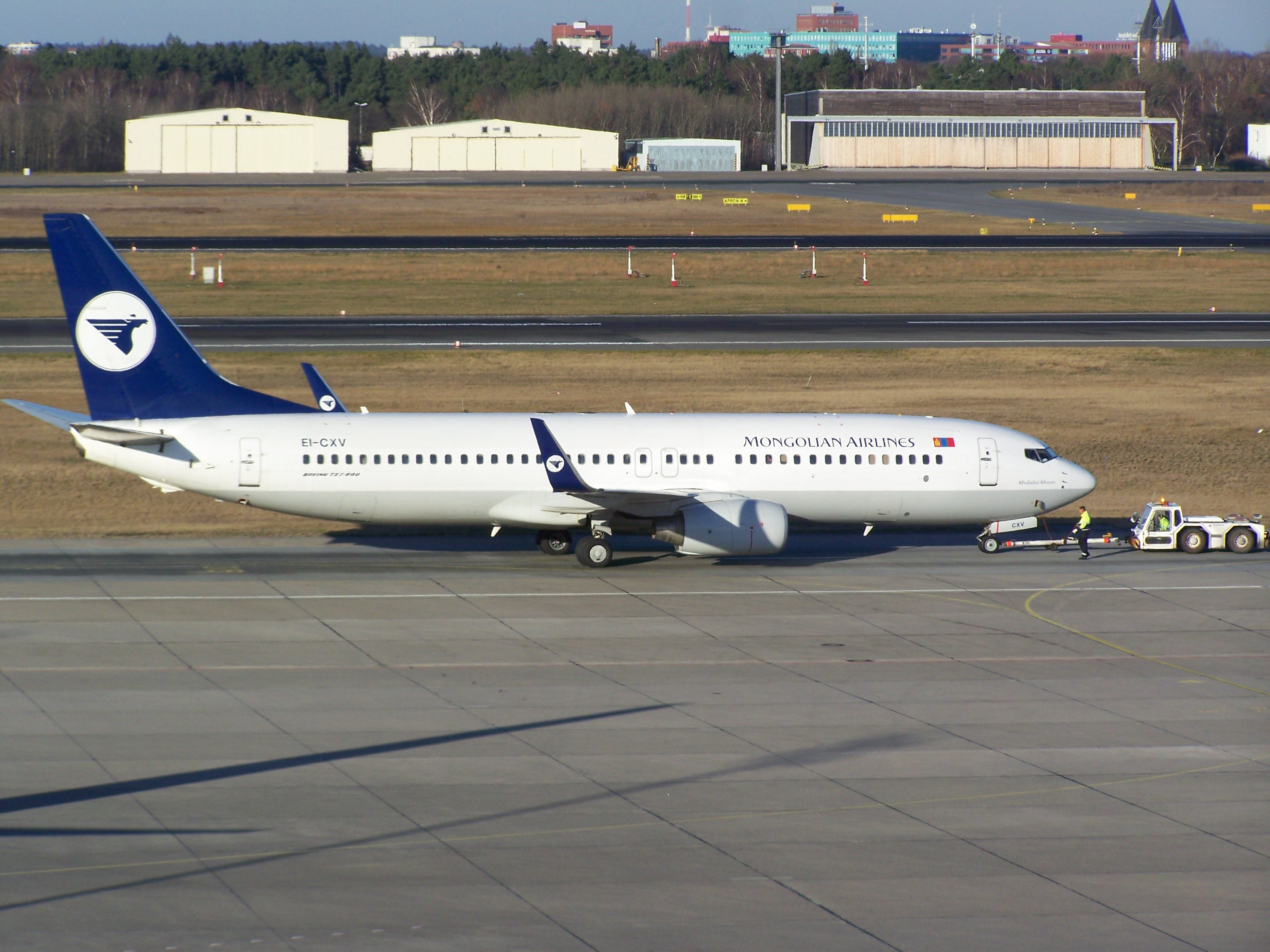
Máy bay Boeing 737-800 của MIAT tại Berlin-Tegel

Đường sắt xuyên Mông Cổ là tuyến đường sắt chính nối giữa Mông Cổ và các nước láng giềng. Nó khởi đầu tại Đường sắt xuyên Siberia ở Nga tại thị trấn Ulan-Ude, chạy vào Mông Cổ, chạy qua Ulaanbaatar, sau đó vào Trung Quốc tại Erenhot nơi nó nhập vào hệ thống đường sắt Trung Quốc. Một tuyến đường sắt riêng biệt nối thành phố phía đông Choibalsan với tuyến Đường sắt xuyên Siberia; tuy nhiên, tuyến đường nối này đã bị đóng với hành khách sau thị trấn Chuluunkhoroot của Mông Cổ.
Mông Cổ có một số sân bay nội địa. Sân bay quốc tế duy nhất là Sân bay Quốc tế Chinggis Khaan gần Ulaanbaatar. Có các chuyến bay thẳng giữa Mông Cổ và Hàn Quốc, Trung Quốc, Nhật Bản, Nga và Đức. MIAT là hãng hàng không lớn nhất tại Mông Cổ và cung cấp cả các chuyến bay nội địa và quốc tế.
Đa phần đường bộ ở Mông Cổ chỉ là đường rải sỏi hay đơn giản chỉ là những con đường đất. Có những tuyến đường trải nhựa từ Ulaanbaatar tới biên giới Nga và Trung Quốc, và từ Darkhan tới Bulgan. Một số dự án xây dựng đường hiện đang được thực hiện, ví dụ việc xây dựng cái gọi là tuyến đường "Đường Thiên niên kỷ" đông tây.

## Nhân khẩu
Tôn giáo ở Mông Cổ (2010)

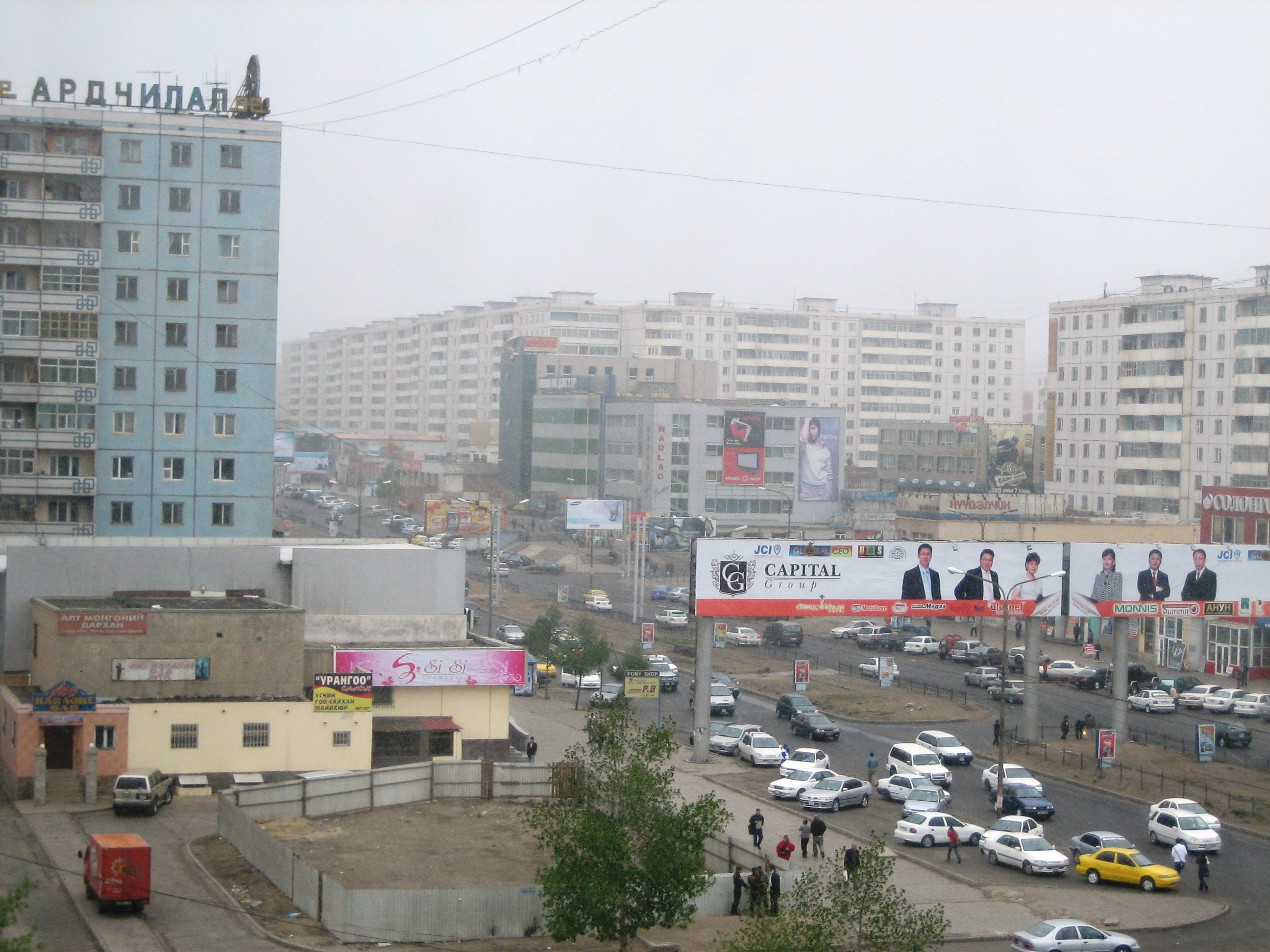
Các khu căn hộ tại quận Bayangol ở Ulaanbaatar

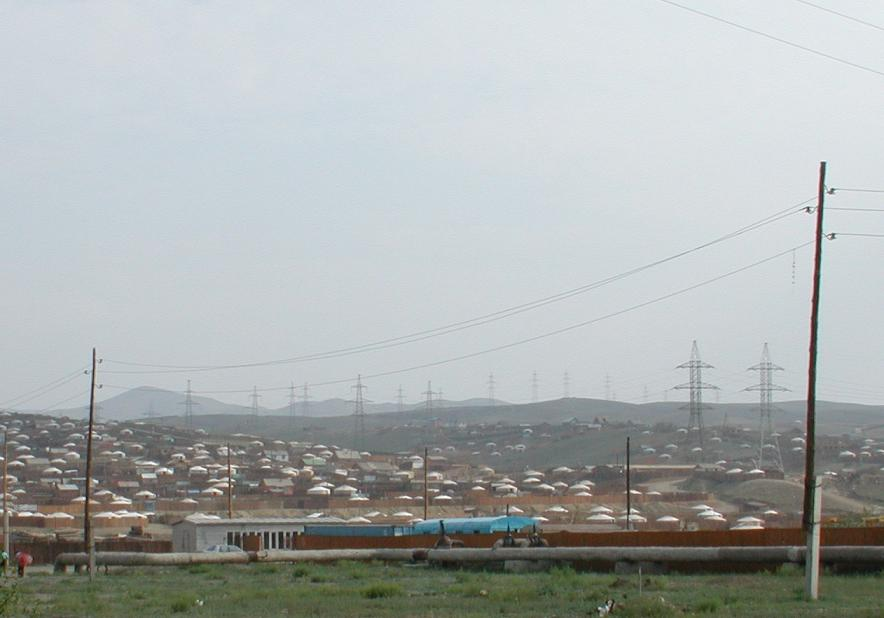
Tại các khu định cư, nhiều gia đình sống trong các yurt quarter

Tổng dân số Mông Cổ vào tháng 7 năm 2007 ước tính bởi Văn phòng Điều tra Hoa Kỳ là 2.951.786 người, xếp khoảng hạng thứ 138 trên thế giới theo quy mô dân số. Nhưng Bộ Ngoại giao Hoa Kỳ Văn phòng các Công việc Đông Á và Thái Bình Dương sử dụng những ước tính của Liên hiệp quốc thay vì các con số của Văn phòng Thống kê Hoa Kỳ. Cục Kinh tế và các Vấn đề Xã hội Liên hiệp quốc Phòng dân số ước tính tổng dân số Mông Cổ (giữa năm 2007) là 2.629.000 (11% nhỏ hơn con số của Phòng Thống kê Hoa Kỳ). Ước tính của Liên hiệp quốc giống với con số của Phòng Thống kê Quốc gia Mông Cổ (2.612.900, cuối tháng 6 năm 2007). Tỷ lệ tăng trưởng dân số của Mông Cổ ở mức 1.2% (ước tính 2007). Khoảng 59% trong tổng dân số dưới 30 tuổi, 27% trong số đó dưới 14. Đây là dân số khá trẻ và sự tăng trưởng dân số đã đặt ra một số vấn đề với nền kinh tế Mông Cổ.
Từ cuối thời kỳ xã hội chủ nghĩa, Mông Cổ đã trải qua sự sụt giảm trong tổng tỷ suất sinh (trẻ em trên phụ nữ) cao hơn ở bất kỳ một quốc gia nào khác trên thế giới, theo những ước tính gần đây của Liên hiệp quốc: giai đoạn 1970-1975, tỷ lệ sinh được ước tính ở mức 7.33 trẻ em trên phụ nữ, nhưng những dự đoán cho giai đoạn 2005-2010 là 1.87 (thấp hơn 4 lần).
Mông Cổ đã trở nên đô thị hóa hơn. Khoảng 40% dân số sống tại Ulaanbaatar, và vào năm 2002 khoảng thêm 23% nữa sống tại Darkhan, Erdenet, các trung tâm aimag và các khu định cư thường trực cấp sum. Một phần dân số khác sống tại các trung tâm sum. Năm 2002, khoảng 30% tổng số hộ tại Mông Cổ sống bằng chăn nuôi gia súc. Đa số những người chăn nuôi ở Mông Cổ vẫn sống theo mô hình sinh hoạt du mục hay bán du mục.
Sắc tộc Mông Cổ chiếm khoảng 85% dân số và gồm Khalkha cùng các nhóm khác, tất cả được phân biệt chủ yếu bởi các phương ngữ của ngôn ngữ Mông Cổ. Người Khalkha chiếm 90% dân số Mông Cổ. 10% còn lại gồm Buryat, Durbet Mông Cổ và các nhóm khác ở phía bắc và Dariganga Mông Cổ ở phía đông. Người Turk (Kazakh, Tuva, và Chantuu (Uzbek) chiếm 7% dân số Mông Cổ, và số còn lại là người Tungus, Trung Quốc, và người Nga. Đa số, nhưng không phải toàn bộ, người Nga đã rời khỏi quốc gia này sau sự rút lui hỗ trợ kinh tế và sự sụp đổ của Liên bang Xô viết năm 1991.

### Ngôn ngữ
Ngôn ngữ chính thức của Mông Cổ là tiếng Mông Cổ Khalkha, và được 90% dân số sử dụng. Nhiều phương ngữ khác nhau được dùng trên khắp nước. Những phương ngữ này gồm trong các ngôn ngữ Mông Cổ. Tiếng Mông Cổ thường được gộp vào trong các ngôn ngữ Altaic, một nhóm các ngôn ngữ được đặt theo tên dãy núi Altay và cũng bao gồm cả các ngôn ngữ Turk và Tungus. Ngày nay, tiếng Mông Cổ được viết bằng bảng chữ cái Kirin, dù trong quá khứ nó được viết bằng chữ Mông Cổ truyền thống. Một kế hoạch tái sử dụng ký tự cũ được dự định vào năm 1994, nhưng vẫn chưa diễn ra vì nhiều lý do.
Ở phía tây đất nước, tiếng Kazakh và tiếng Tuva, cùng với các ngôn ngữ khác, cũng được sử dụng. Tiếng Nga là ngoại ngữ được dùng phổ thông nhất ở Mông Cổ, tiếp sau là tiếng Anh, dù tiếng Anh đã dần thay thế tiếng Nga trở thành ngôn ngữ thứ hai. Tiếng Triều Tiên đã trở thành phổ thông bởi có hàng chục nghìn người Mông Cổ làm việc ở Hàn Quốc. Sự quan tâm tới tiếng Trung Quốc, ngôn ngữ của cường quốc láng giềng, cũng đã gia tăng. Tiếng Nhật cũng phổ biến trong giới trẻ. Một số người có học và lớn tuổi Mông Cổ nói một chút tiếng Đức, bởi họ đã từng theo học tại Đông Đức cũ, trong khi một số nói các ngôn ngữ thuộc của các quốc gia Khối Đông Âu cũ. Bên cạnh đó, nhiều thanh niên Mông Cổ sử dụng thành thạo các ngôn ngữ Tây Âu bởi họ học và làm việc tại các quốc gia đó gồm Đức, Pháp và Italia. Người điếc ở Mông Cổ sử dụng ngôn ngữ ký hiệu Mông Cổ.

### Tôn giáo

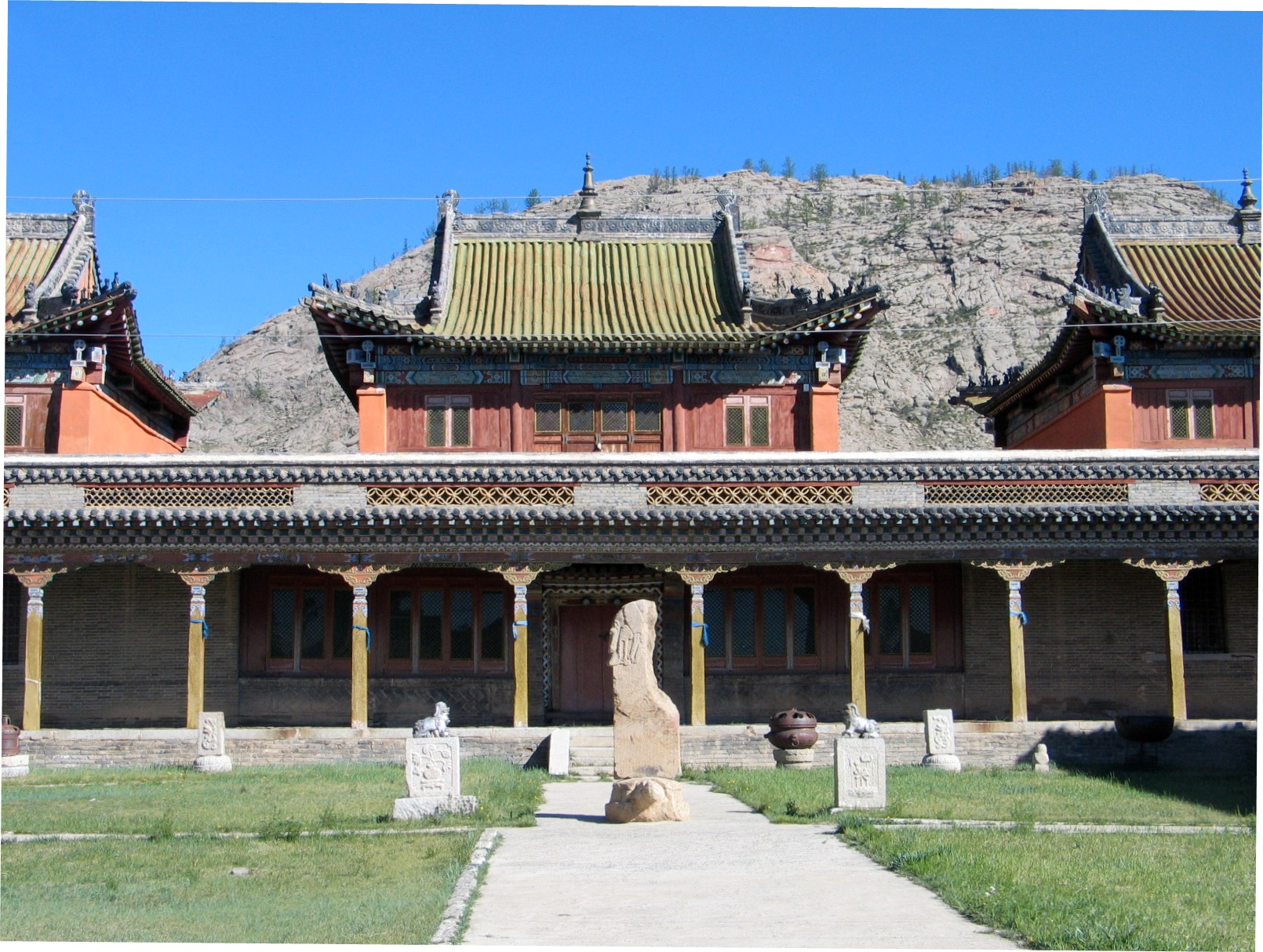
Một tu viện Phật giáo tại Tsetserleg

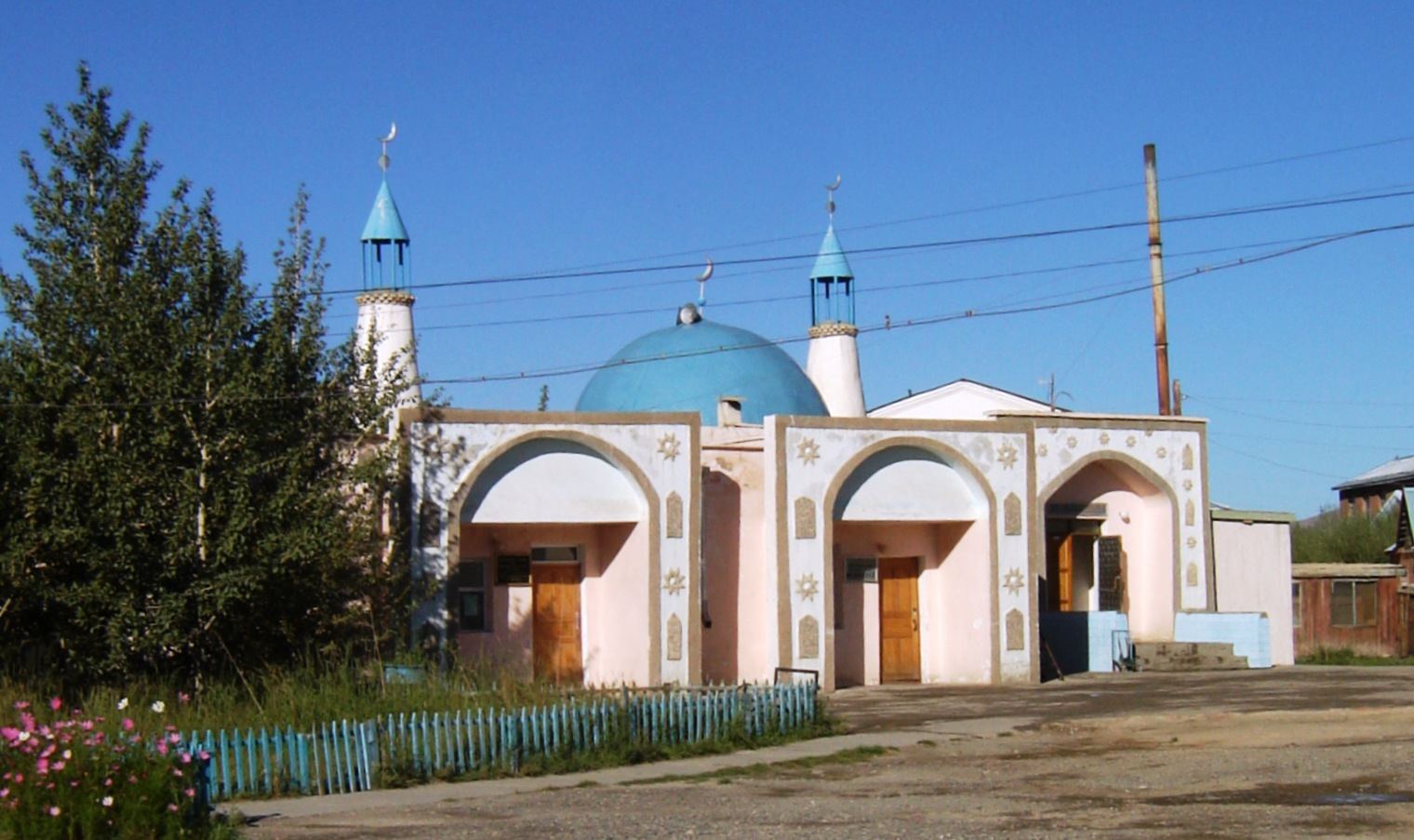
Thánh đường Hồi giáo tại Ölgii

Theo CIA World Factbook và Bộ Ngoại giao Hoa Kỳ, 50% dân số Mông Cổ theo Phật giáo Tây Tạng tức 1.009.357 tín đồ, 40% được coi là vô thần, 6% theo Shaman giáo tức 55.174 tín đồ và Thiên chúa giáo là 41,117 tín đồ, và 4% là các tín đồ Hồi giáo với 57.702 tín đồ.
Nhiều hình thức Tengri giáo và Shaman giáo đã được thực hiện trong suốt lịch sử của vùng là nước Mông Cổ hiện đại ngày nay, bởi những đức tin đó là phổ thông trong số những người du mục trong lịch sử châu Á. Những đức tin đó dần nhường chỗ cho Phật giáo Tây Tạng, nhưng Shaman giáo đã để lại một dấu ấn trong văn hóa tôn giáo Mông Cổ, và vẫn tiếp tục được thực hiện. Trong tầng lớp tinh hoa của Mông Cổ thời Đế chế Mông Cổ, Hồi giáo dần được ưa chuộng hơn những tôn giáo khác, bởi ba trong bốn vị hãn danh tiếng nhất đều là tín đồ Hồi giáo.
Trong suốt thế kỷ XX, chính phủ cộng sản luôn đàn áp việc thực thi tôn giáo của người dân Mông Cổ. Khorloogiin Choibalsan đã phá hủy hầu hết trong tổng số hơn 700 tu viện Phật giáo của Mông Cổ và giết hại hàng nghìn tăng lữ. Số lượng tu sĩ Phật giáo đã giảm từ 100.000 năm 1924 xuống còn 110 năm 1990.
Sự sụp đổ của chủ nghĩa cộng sản năm 1991 đã giúp tái lập tính pháp lý của việc thực thi tôn giáo và Phật giáo Tây Tạng, vốn từng là tôn giáo phổ biến nhất trước đây trong vùng trước sự trỗi dậy của chủ nghĩa cộng sản, một lần nữa nổi lên trở thành tôn giáo có số tín đồ đông nhất tại Mông Cổ. Sự chấm dứt đàn áp tôn giáo trong thập niên 1990 cũng cho phép các tôn giáo khác, như Hồi giáo và Thiên chúa giáo, phát triển ở nước này. Theo Nhóm truyền giáo Thiên chúa giáo Barnabas Fund, số lượng tín đồ Thiên chúa đã tăng từ chỉ 4 người năm 1989 lên khoảng 40.000 vào thời điểm năm 2008.

### Giáo dục
Trong thời kỳ nhà nước xã hội chủ nghĩa, giáo dục là một trong những lĩnh vực đạt thành tựu đáng chú ý ở Mông Cổ. Tỉ lệ mù chữ đã giảm nhiều, một phần nhờ việc sử dụng các trường học theo mùa cho trẻ em thuộc các gia đình du mục. Tài chính cung cấp cho những trường theo mùa này đã bị cắt trong thập niên 1990, góp phần làm gia tăng trở lại nạn mù chữ.
Giáo dục tiểu học và cấp hai trước kia kéo dài 10 năm, nhưng đã được mở rộng lên thành 11 năm. Từ năm học 2008-2009, những trẻ em mới bước vào cấp một theo hệ 12 năm. Như vậy, việc chuyển tiếp hoàn toàn sang hệ thống 12 năm mãi tới năm học 2019-2020 mới hoàn thành, khi những trẻ em đó tốt nghiệp.
Các trường đại học quốc gia Mông Cổ đều thuộc Đại học Quốc gia Mông Cổ và Đại học Khoa học và Kỹ thuật Mông Cổ.
Quá trình tự do hóa rộng rãi hồi thập niên 1990 đã dẫn tới một sự bùng nổ các định chế giáo dục cao học tư nhân, dù nhiều cơ sở trong số đó gặp khó khăn trong việc được chấp nhận tên gọi "cao đẳng" hay "đại học".

### Y tế
Từ năm 1990, các chỉ số y tế chính như tuổi thọ và tỷ lệ tử vong trẻ sơ sinh và tử vong trẻ em đã được cải thiện vững chắc, cả vì những thay đổi xã hội và vì những cải tiến trong lĩnh vực y tế. Tuy nhiên, những vấn đề nghiêm trọng vẫn còn tồn tại, đặc biệt tại vùng nông thôn.
Số trẻ em ra đời trung bình (tỷ lệ sinh) khoảng 2.25 - 1.87 trẻ trên phụ nữ (2007) và tuổi thọ trung bình là 67-68 năm. Tỷ lệ tử vong trẻ sơ sinh ở mức 1.9%-4% và tỷ lệ tử vong trẻ em ở mức 4.3%.
Lĩnh vực y tế gồm 17 bệnh viện và trung tâm chuyên khoa, 4 trung tâm chẩn đoán và điều trị khu vực, 9 bệnh viện đa khoa cấp quận và 21 cấp aimag, 323 bệnh viện soum, 18 điểm feldsher, 233 phòng khám nhóm gia đình, và 536 bệnh viện tư và 57 công ty dược. Năm 2002 tổng số nhân viên y tế là 33,273 người, trong số đó có 6,823 bác sĩ, 788 dược sĩ, 7,802 y tá và 14,091 nhân viên trung cấp. Hiện tại, có 27.7 bác sĩ và 75.7 giường bệnh viện cho mỗi 10,000 dân.

## Văn hóa

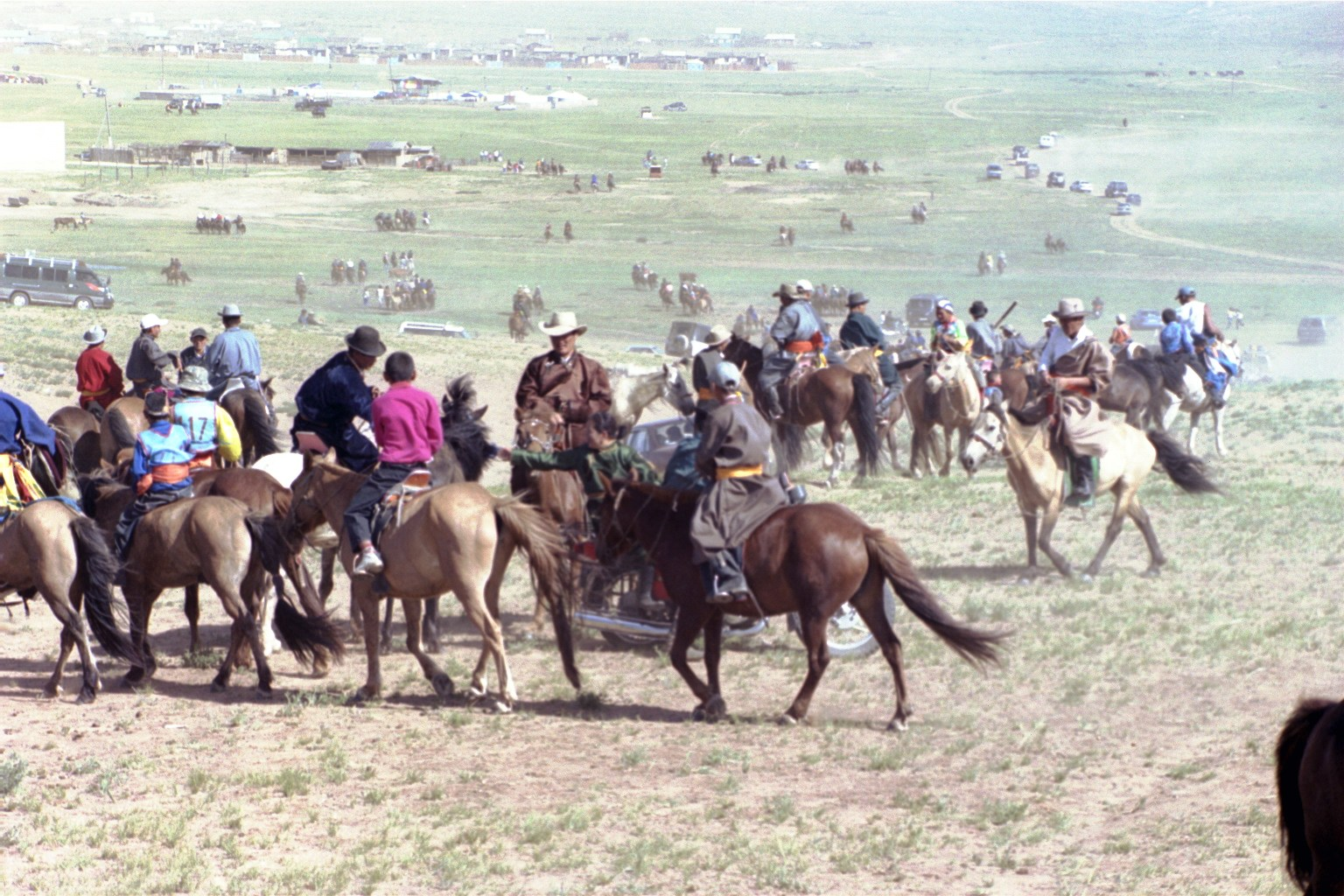
Các kỵ sĩ trong lễ hội Naadam

Lễ hội chính là Naadam, đã từng được tổ chức từ nhiều thế kỷ, gồm ba môn thể thao truyền thống của Mông Cổ, bắn cung, đua ngựa (qua những khoảng cách điền dã dài, chứ không phải đua những quãng ngắn quanh một sân vận động như kiểu phương Tây), và vật. Hiện tại nó được tổ chức ngày 11 tháng 1 đến ngày 13 tháng 7 để kỷ niệm ngày Cách mạng Dân chủ Quốc gia và thành lập Nhà nước Đại Mông Cổ. Một hoạt động rất phổ biến khác được gọi là "búng" một đốt xương chân cừu vào một bia xa nhiều bộ, sử dụng một chuyển động búng của ngón tay để bắn đốt xương nhỏ vào các mục tiêu và bắn những viên xương mục tiêu bay đi. Cuộc đấu này tại Naadam rất phổ thông và có một lượng khán giả là những người lớn tuổi rất trung thành. 
Tại Mông Cổ, khoomei (hay hát cổ họng), kiểu âm nhạc phổ thông, đặc biệt tại các khu vực phía tây Mông Cổ.
Biểu tượng trang trí ở góc phía trái của lá quốc kỳ là một hình tượng Phật giáo được gọi là Soyombo. Nó thể hiện mặt trời, mặt trăng, các vì sao, và các thiên đường theo biểu tượng thiên văn tiêu chuẩn đã được trừu tượng hóa từ những biểu tượng được thấy trong những bức tranh thangka truyền thống.

### Thể thao và giải trí

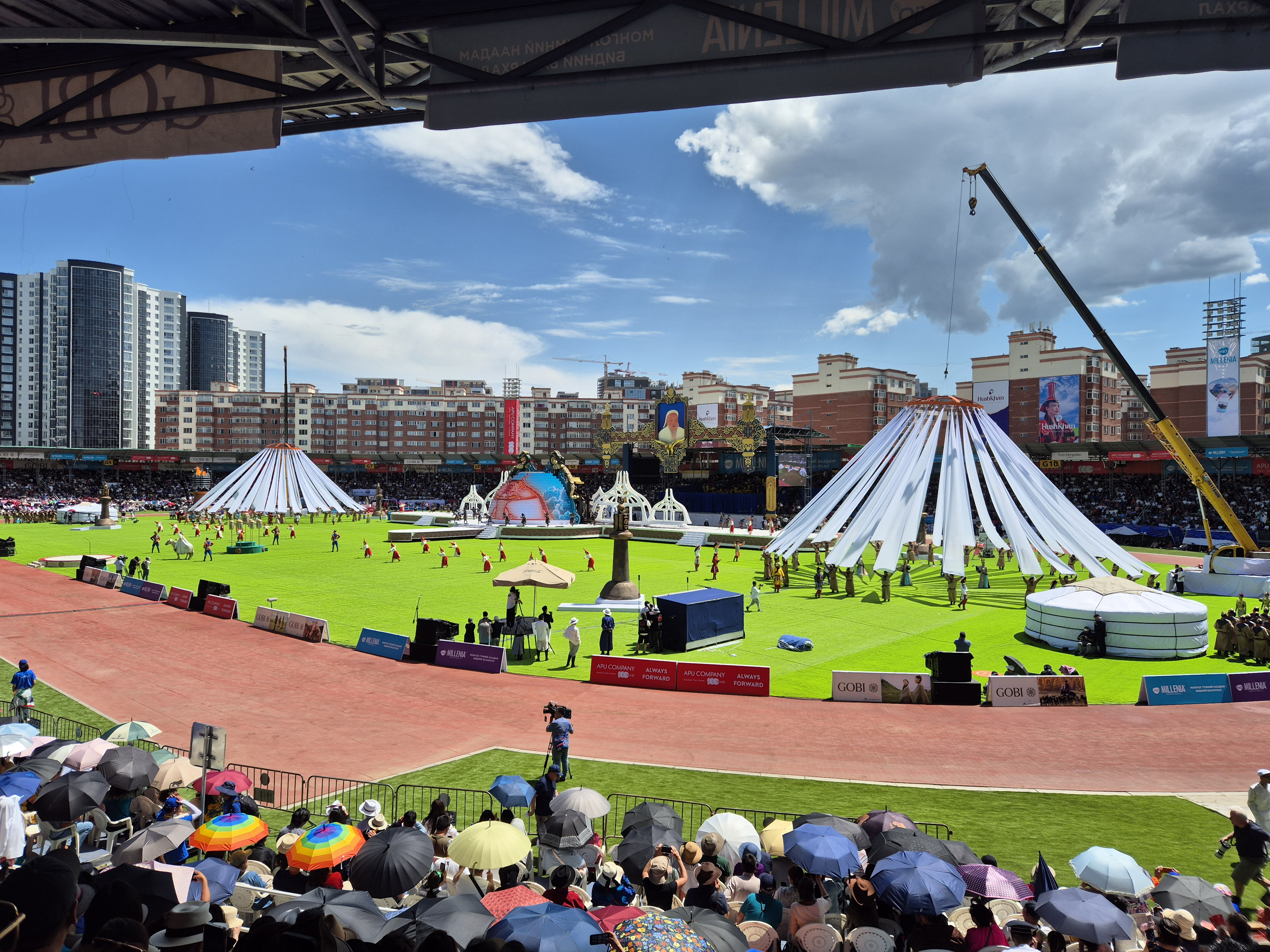
Naadam là lễ hội lớn nhất vào mùa hè

Lễ hội Naadam của Mông Cổ diễn ra trong ba ngày vào mùa hè và bao gồm đua ngựa, bắn cung, và vật Mông Cổ. Ba môn thể thao này, theo truyền thống được ghi nhận là ba hoạt động chủ yếu của nam giới, là những môn thể thao được theo dõi và tập luyện nhiều nhất trong nước.

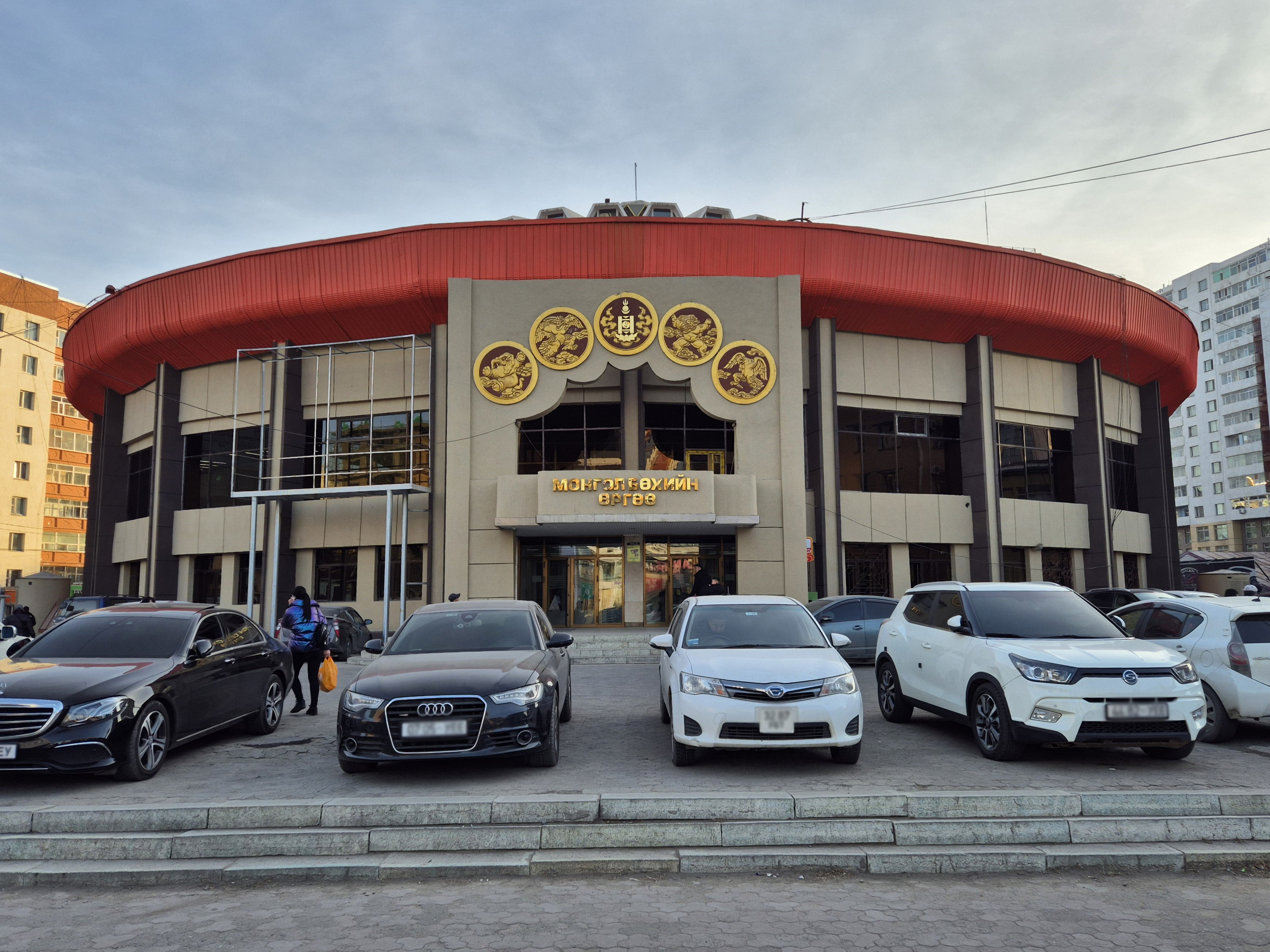
Bökhiin Örgöö, vũ đài chính của vật Mông Cổ tại Ulaanbaatar

Cưỡi ngựa có vai trò đặc biệt trung tâm trong văn hóa Mông Cổ. Những cuộc đua đường trường được thực hiện trong các lễ hội Naadam là một trong những khía cạnh của nó, bởi sự phổ biến của kỹ thuật đua ngựa. Một ví dụ về kỹ thuật đua ngựa là truyền thuyết rằng anh hùng quân sự Mông Cổ Damdin Sükhbaatar đã rải những đồng xu trên mặt đất và sau đó nhặt chúng lên trên lưng một chú ngựa phi nước đại.
Các môn thể thao khác như bóng bàn, bóng rổ, và bóng đá cũng đang dần được ưa chuộng. Ngày càng có nhiều vận động viên bóng bàn Mông Cổ thi đấu quốc tế.
Vật là một thể thao phổ thông nhất trong số tất cả các môn thể thao Mông Cổ. Nó là điểm nhấn của Ba Môn Thể thao Nam giới tại Naadam. Các nhà sử học cho rằng vật kiểu Mông cổ có nguồn gốc từ khoảng bảy nghìn năm trước. Hàng trăm vận động viên vật từ các thành phố và aimag khác nhau khắp đất nước tham gia vào cuộc thi đấu quốc gia. 

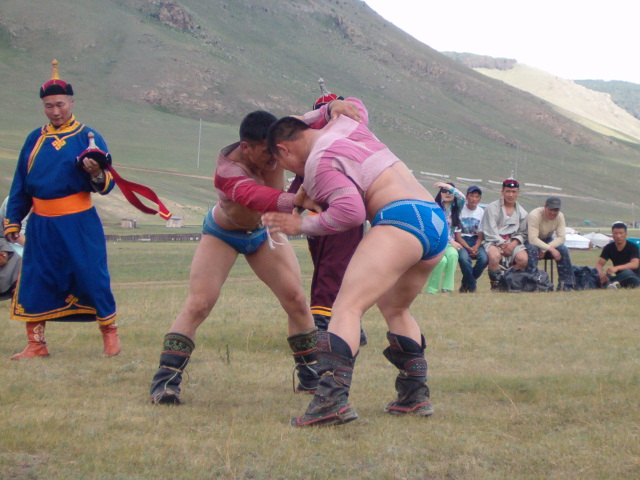
Vật Mông Cổ là một môn thể thao phổ biến

Không có các quy định về trọng lượng hay giới hạn tuổi tác. Mỗi đô vật có người phục vụ riêng. Mục đích của môn thể thao là làm đối thủ mất cân bằng và ném anh ta xuống đất, khiến anh ta phải chạm khuỷu tay và đầu gối xuống đất.
Những người thắng cuộc được vinh danh bằng những danh hiệu cổ: người thắng ở vòng thứ năm được danh hiệu nachin (chim ưng), ở vòng bảy và tám là zaan (voi), và vòng mười và mười một là arslan (sư tử). Đô vật trở thành vô địch tuyệt đối được trao danh hiệu avarga (Người khổng lồ). Mọi thắng lợi sau đó tại lễ hội quốc gia Naadam sẽ được thêm một tính ngữ cho danh hiệu avarga, như "Người Khổng lồ Bất bại được mọi người nhớ đến". Bắt đầu từ năm 2003, nghị viện Mông Cổ đã thông qua một luật mới về Naadam, đưa ra những sửa đổi với một số danh hiệu vật. Các danh hiệu iarudi và Khartsaga (Chim ưng) được thêm vào những quy định đã đề cập ở trên.
Trang phục vật truyền thống gồm một áo hở phía trước, được buộc chặt quanh eo bằng một sợi dây. Kiểu áo này được cho là đã được đưa vào sử dụng sau khi nhà vô địch môn vật nhiều năm trước bị phát hiện là một phụ nữ. Chiếc áo được đưa ra để đảm bảo rằng chỉ nam giới mới được tranh tài.

#### Các môn thể thao quốc tế
Các đô vật truyền thống Mông Cổ đã chuyển sang môn vật sumo Nhật Bản với nhiều thành công lớn. Asashōryū Akinori là người Mông Cổ đầu tiên được phong lên hàng sumo hạng nhất yokozuna năm 2003 và tiếp đó là người đồng hương Hakuhō Shō của anh năm 2007.
Naidangiin Tüvshinbayar đã giành huy chương vàng Olympic đầu tiên cho Mông Cổ ở môn judo nam hạng 100 kg.
Bóng đá cũng được chơi ở Mông Cổ. Đội tuyển bóng đá quốc gia Mông Cổ đã bắt đầu chơi lại trong thập niên 1990; tuy nhiên họ vẫn chưa có cơ hội tham gia vào một giải đấu lớn. Mongolia Premier League là giải hạng cao nhất của Mông Cổ.
Nhiều phụ nữ Mông Cổ có khả năng vượt trội trong các môn bắn súng: Otryadyn Gündegmaa là người giành được huy chương bạc tại Olympic năm 2008, Munkhbayar Dorjsuren đã hai lần là vô địch thế giới và giành huy chương đồng (hiện đang thi đấu cho Đức), trong khi Tsogbadrakhyn Mönkhzul ở thời điểm tháng 5 năm 2007, được xếp hạng 3 thế giới môn bắn súng 25 m.

### Kiến trúc

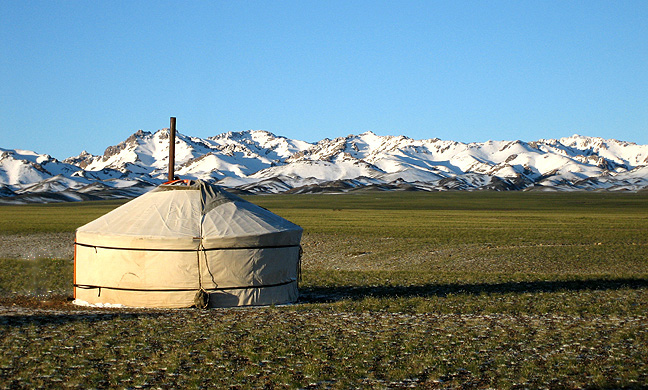
Một yurt (ger) phía trước Núi Gurvansaikhan

Nơi cư ngụ truyền thống Mông Cổ được gọi là một yurt (Tiếng Mông Cổ: ger). Theo nghệ sĩ và nhà phê bình nghệ thuật Mông Cổ N. Chultem, các yurt và lều trại là căn bản cho sự phát triển của kiến trúc truyền thống Mông Cổ. Ở thế kỷ XVI và XVII, các tu viện lama đã được xây dựng trên khắp đất nước. Nhiều công trình trong số đó khởi đầu như những đền yurt. Khi chúng cần được mở rộng để đủ chỗ cho số lượng tín đồ ngày càng đông đảo thêm, các kiến trúc sư Mông Cổ đã sử dụng các cấu trúc với 6 và 12 góc với các mái kiểu kim tự tháp để thích hợp với hình dáng tròn của yurt. Việc mở rộng thêm nữa dẫn tới hình dạng bậc hai của các đền. Các mái được làm theo hình dạng những lều lớn. Các bức tường kiểu lưới mắt cáo, các cột chống mái và các lớp nỉ được thay bằng đá, gạch, các dầm và những tấm ván và trở thành cấu trúc vĩnh cửu.
Chultem phân biệt ba kiểu kiến trúc truyền thống Mông Cổ: Mông Cổ, Tây Tạng và Trung Quốc và kiểu kết hợp. Trong số những đền dạng bậc hai đầu tiên có Batu-Tsagaan (1654) được thiết kế bởi Zanabazar. Một ví dụ về phong cách kiến trúc yurt là lama Dashi-Choiling tại Ulan Bator. Đền Lavrin (thế kỷ XVIII) tại lama Erdene Zuu được xây dựng theo truyền thống Tây Tạng. Một ví dụ về đền được xây dựng theo truyền thống Trung Quốc là lama Choijing Lamiin Sume (1904), ngày nay là một bảo tàng. Đền bậc hai Tsogchin tại lama Gandan ở Ulan Bator là một sự tổng hợp truyền thống Mông Cổ và Trung Quốc. Đền Maitreya (đã bị dỡ ra năm 1938) là một ví dụ về kiến trúc Tây Tạng-Mông Cổ. Tu viện Dashi-Choiling đã bắt đầu một dự án xây dựng lại đền và 80 ft điêu khắc Maitreya.

### Âm nhạc

#### Âm nhạc dân gian

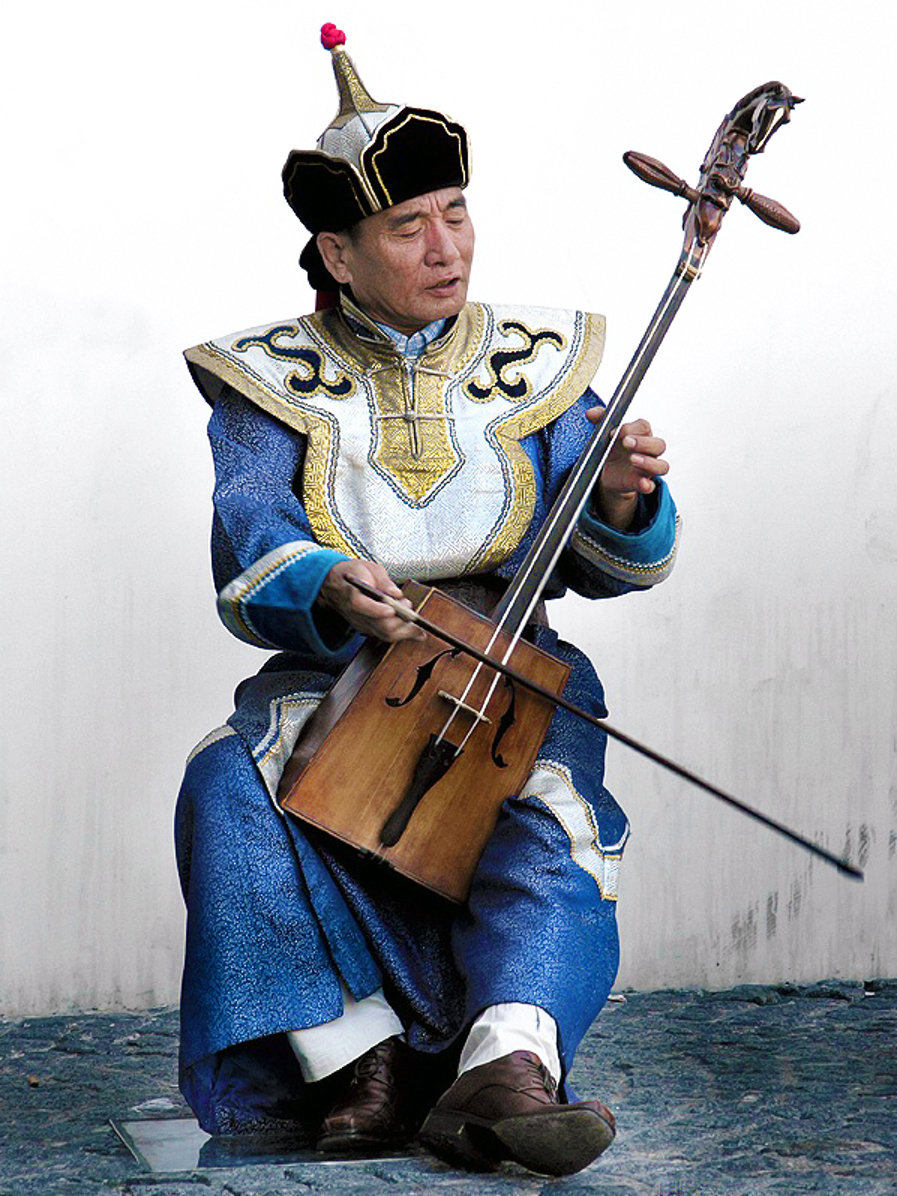
Nghệ sĩ chơi nhạc cụ truyền thống Mông Cổ mã đầu cầm

Âm nhạc Mông Cổ bị ảnh hưởng mạnh từ thiên nhiên, phong tục du mục, saman giáo, và cả Phật giáo Tây Tạng. Âm nhạc truyền thống bao gồm nhiều nhạc cụ, nổi tiếng nhất là mã đầu cầm (morin khuur/morinhur), và các phong cách hát như urtyn duu ("long song"), và thuật hát trong cổ họng đồng song thanh (khoomei/khomij). "Tsam" được nhảy múa để tránh ma quỷ và nó được coi là sự hồi tưởng về saman giáo.

#### Âm nhạc đại chúng
Ban nhạc rock đầu tiên của Mông Cổ là Soyol Erdene, được thành lập trong thập niên 1960. Phong cách kiểu Beatles của họ đã bị chính quyền lúc bấy giờ chỉ trích mạnh mẽ. Tiếp sau đó là Mungunhurhree, Ineemseglel, Urgoo, vân vân, đã mở ra con đường cho thể loại nhạc này. Mungunhurhree và Haranga là những người tiên phong trong âm nhạc rock nặng Mông Cổ. Haranga phát triển tới đỉnh cao hồi cuối thập niên 1980 và 1990.
Người lãnh đạo Haranga, nghệ sĩ guitar nổi tiếng Enh-Manlai, đã tận tình giúp đỡ những thế hệ ca sĩ nhạc rock sau này. Trong số những ban nhạc tiếp bước Haranga có ban nhạc Hurd. Đầu thập niên 1990, nhóm Har-Chono đã đặt ra bước khởi đầu của rock-dân gian Mông Cổ, pha trộn những yếu tố của "long song" Mông Cổ vào trong thể loại nhạc rock.
Tới thời điểm đó, môi trường cho sự phát triển của tư tưởng nghệ thuật đã được tự do hơn rất nhiều nhờ một xã hội dân chủ mới trong nước. Thập kỷ 1990 chứng kiến sự phát triển của rap, techno, hip-hop và cả những boy band và girl band ở thời điểm chuyển tiếp thiên niên kỷ.

### Truyền thông

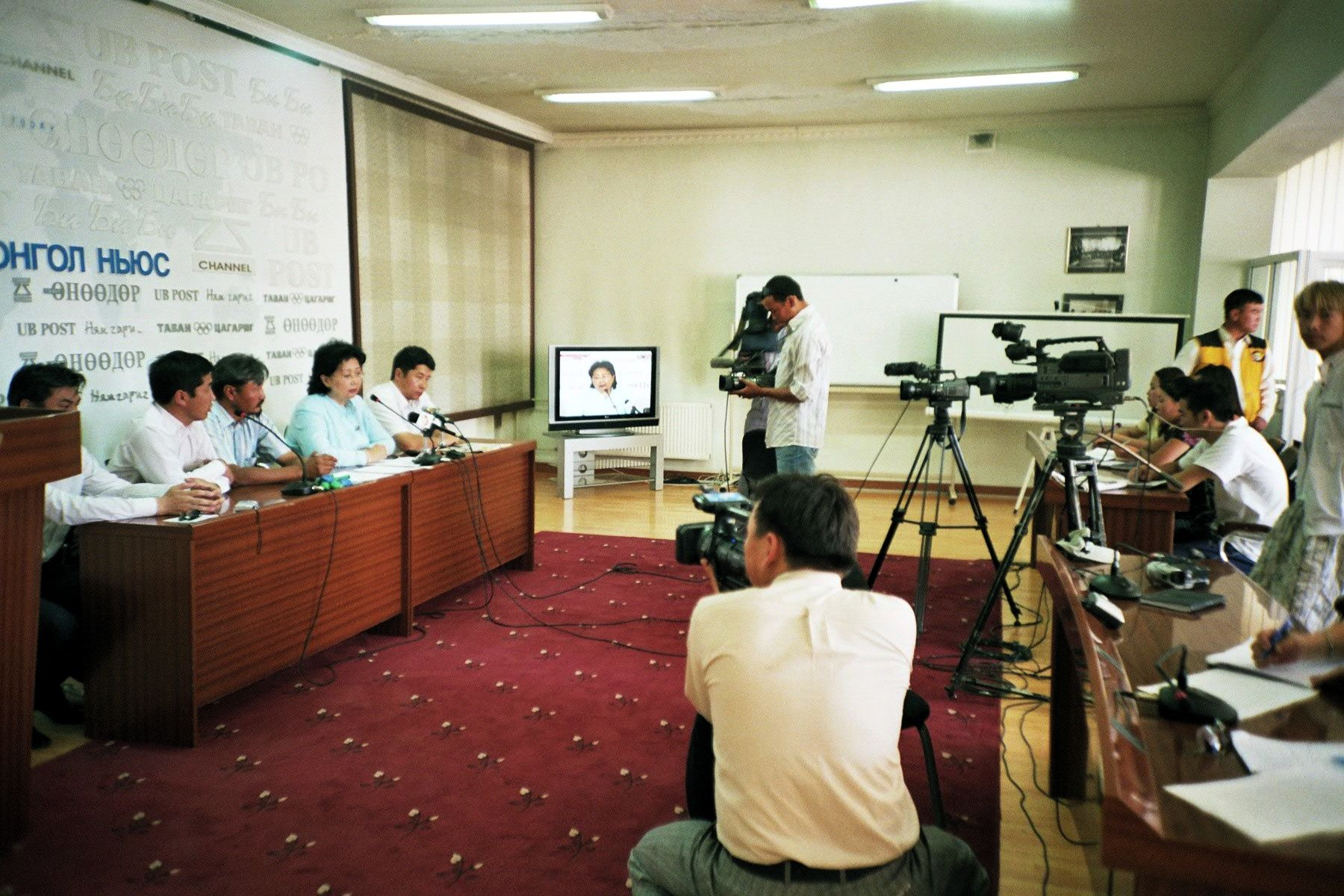
Truyền thông Mông Cổ phỏng vấn Đảng Xanh Mông Cổ đối lập. Truyền thông đã có nhiều tự do từ khi những cuộc cải cách dân chủ được thực hiện trong thập niên 1990.

Báo chí Mông Cổ bắt đầu năm 1920 với những quan hệ thân cận với Liên Xô dưới sự quản lý của Đảng Cộng sản, với việc thành lập tờ báo Unen ("Sự thật") tương tự tờ Pravda Xô viết. Cho tới những cuộc cải cách trong thập niên 1990, chính phủ kiểm soát chặt chẽ truyền thông và quản lý mọi công việc xuất bản, và không cho phép sự tồn tại của truyền thông độc lập. Sự giải tán Liên bang Xô viết đã có tác động mạnh tới Mông Cổ, nơi Nhà nước độc đảng đã phát triển trở thành một chế độ dân chủ đa đảng, và cùng với đó, những quyền tự do của truyền thông được đặt lên hàng đầu.
Một luật mới về tự do báo chí, được soạn thảo với sự giúp đỡ của các Tổ chức phi chính phủ quốc tế ngày 28 tháng 8 năm 1998 và được thông qua ngày 1 tháng 1 năm 1999, mở đường cho các tự do truyền thông. Truyền thông Mông Cổ hiện tại gồm khoảng 300 tờ báo in và các đài phát thanh, truyền hình.
Từ năm 2006, môi trường truyền thông đã được cải thiện với việc chính phủ thảo luận một Đạo luật Tự do Thông tin, và loại bỏ bất kỳ một sự liên quan nào của truyền thông tới chính phủ. Những cuộc cải cách thị trường đã dẫn tới sự gia tăng của số người làm việc trong ngành truyền thông sau từng năm, cùng với số lượng các sinh viên và trường báo chí. Trong báo cáo năm 2008 của mình, Tổ chức Phóng viên Không Biên giới xếp hạng môi trường báo chí ở vị trí 93 trên 173, vị trí số 1 là tự do nhất.